# San Roque (Cádiz)
San Roque es un municipio y ciudad española situada en el área del estrecho de Gibraltar, es decir, en el extremo suroriental de la provincia de Cádiz, en la comunidad autónoma de Andalucía. Pertenece a la comarca del Campo de Gibraltar y a su mancomunidad de municipios. Con una población de 35 516 habitantes, es la tercera ciudad de su comarca, integrante del área metropolitana del Campo de Gibraltar, y undécima de la provincia.
La Reconquista cristiana de la comarca del Campo de Gibraltar llevó a que los núcleos urbanos de la comarca se quedaran completamente despoblados. La única excepción fue la ciudad de Gibraltar que, al conservar su población, pasa a ser el centro neurálgico, económico y administrativo de la comarca. La conquista del Peñón en 1704 por parte de las tropas inglesas durante la guerra de sucesión española provocó la expulsión de la población española que residía en Gibraltar. Esperando un pronto retorno, la población española se exilió en las cercanías del Peñón, en los antiguos asentamientos del Campo de Gibraltar que los árabes habían abandonado después de la Reconquista. Los exiliados refundaron la mayoría de los pueblos y ciudades que actualmente forman la comarca incluyendo, por ejemplo, San Roque. También refundaron Algeciras, llevándose allí la imagen de Nuestra Señora de Europa, que estaba en la capilla de Punta Europa en Gibraltar. 
Sin embargo, la parte más importante de población gibraltareña expulsada en 1704 por las tropas británicas se asentó y fundó la actual ciudad de San Roque, en las proximidades del Peñón. A San Roque transportó la población española exiliada los archivos oficiales de la ciudad de Gibraltar y los demás documentos españoles, así como la parte del patrimonio histórico que se pudo rescatar, donde todo ello permanece hoy en día. Desde ese momento, el asentamiento de exiliados españoles que funda la ciudad de San Roque pasó a ser considerado oficialmente como la ciudad de Gibraltar en el exilio o, textualmente y según reza el lema de San Roque, «la ciudad donde reside la de Gibraltar».
San Roque conserva todos los símbolos y títulos de los que disfrutaba Gibraltar durante la presencia española. Como se puede observar, la bandera que usa San Roque desde su fundación en 1706 y la que usa Gibraltar en la actualidad son idénticas, con la única diferencia de la Corona española, que no aparece en la bandera gibraltareña.
El núcleo principal del municipio, conocido como San Roque Centro o casco urbano, está situado en el centro de la bahía de Algeciras y concentra aproximadamente al 40 % de la población del municipio. El resto de los vecinos de San Roque viven en una docena de barriadas (pedanías) repartidas por todo el término municipal.
La economía de San Roque está basada en la industria química, petrolera y energética, perteneciendo al municipio el más importante polígono industrial de Andalucía, que comprende la refinería de Gibraltar-San Roque y una central eléctrica de ciclo combinado. El sector industrial está complementado por el turismo, especialmente el de alto nivel, centrado en la urbanización de lujo Sotogrande y en el campo de golf de Valderrama, sede de grandes campeonatos a nivel europeo y mundial, como la Ryder Cup de 1997.

## Geografía
La ciudad de San Roque está situada en el extremo suroriental de la provincia de Cádiz, limitando al mismo tiempo con el mar Mediterráneo y la bahía de Algeciras. Sirve como puerta de entrada a la provincia desde la Costa del Sol y es el municipio gaditano más cercano a la ciudad de Málaga.
| Noroeste: Castellar de la Frontera | Norte: Castellar de la Frontera y San Martín del Tesorillo | Nordeste: Manilva                                     |
| Oeste: Los Barrios                 |                                                            | Este: Mar Mediterráneo                                |
| Suroeste Bahía de Algeciras        | Sur: La Línea de la Concepción                             | Sureste: La Línea de la Concepción y Mar Mediterráneo |

## Historia

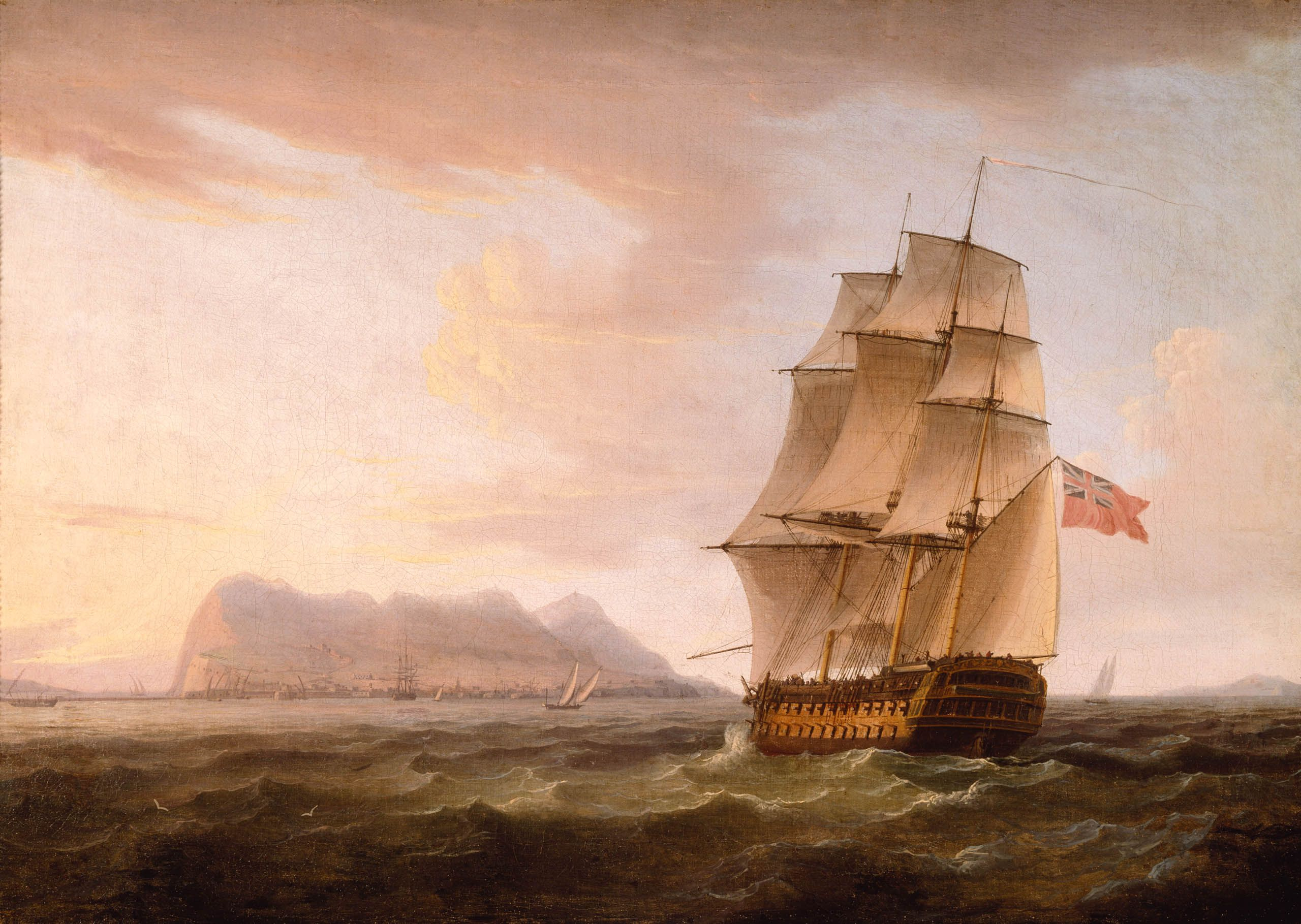
Toma de Gibraltar por parte de la armada británica

Después de intentos frustrados de recuperar Gibraltar tras la toma de la ciudad por el bando anglo-neerlandés en la Guerra de Sucesión, los habitantes españoles de la ciudad se desplazaron a un nuevo emplazamiento en torno a la ermita de San Roque, situada en la cumbre de un cerro de 109 metros de altitud. De los 7000 habitantes de la ciudad de Gibraltar, más de 5000 se establecieron en San Roque, unos 2000 huyeron a otras ciudades, principalmente a Los Barrios y Algeciras, y solo 47 permanecieron en el Peñón de Gibraltar. Fue San Roque la ciudad que recibió los honores, títulos y timbres de la pérdida ciudad de Gibraltar, de ahí que se denomine "Muy Noble y Más Leal ciudad de San Roque, donde reside la de Gibraltar".
El nuevo término municipal de San Roque pasó a ser el mismo que el de la ciudad de Gibraltar, exceptuando el Peñón. La capital del municipio se estableció en la nueva población situada en el cerro de San Roque, desde el 21 de mayo de 1706, fecha en la que se constituyó el primer Ayuntamiento de San Roque y considerada como de fundación de la ciudad. Posteriormente, en 1755, la superficie de la ciudad se dividió en tres, dando lugar a dos nuevos municipios: Los Barrios y Algeciras. A San Roque correspondió todo el frente oriental del antiguo término municipal de Gibraltar, con salida a la bahía de Algeciras, el mar Mediterráneo y limitando con la vecina provincia de Málaga.

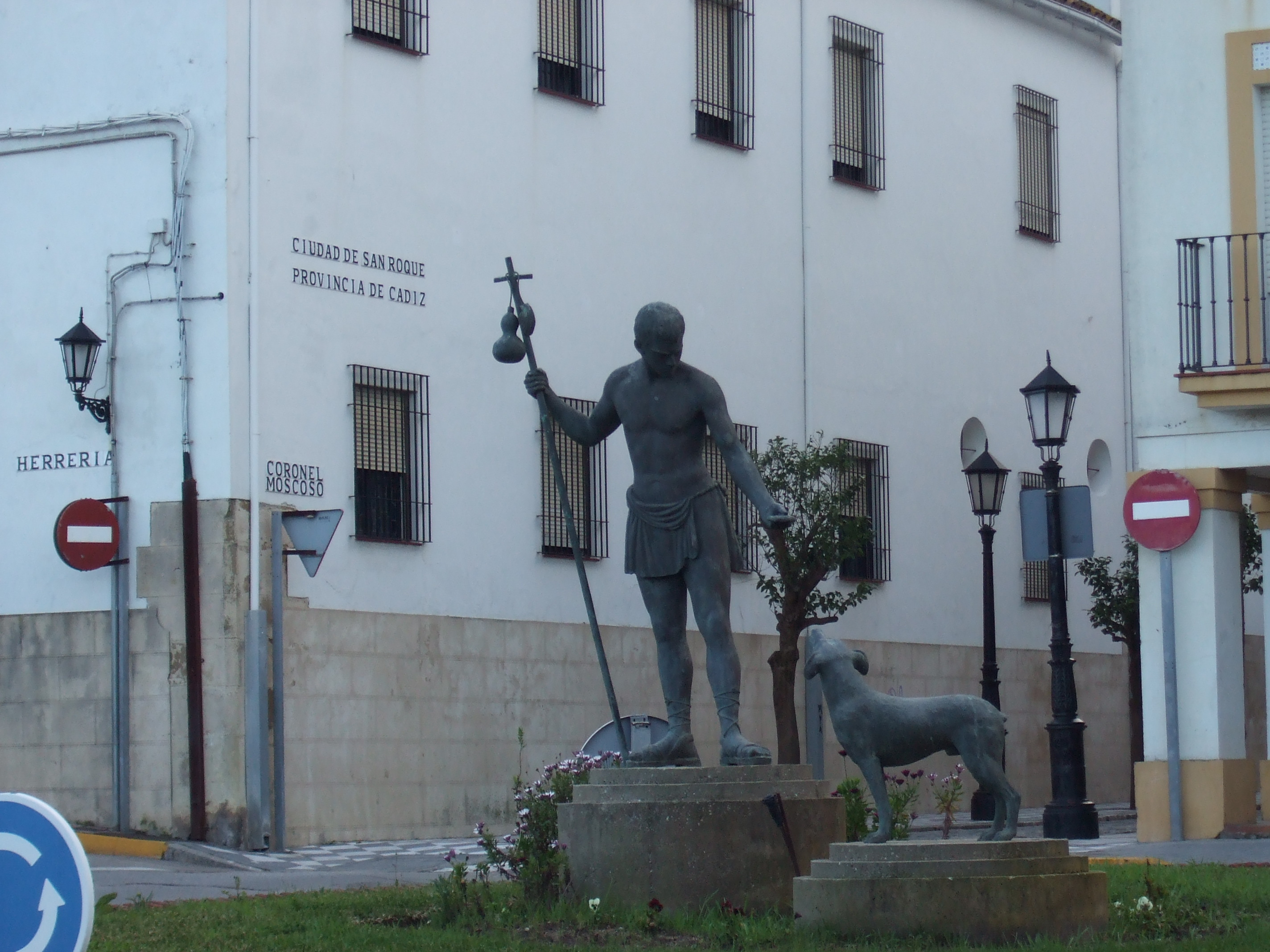
Estatua de San Roque y su perro en la glorieta de Cuatro Vientos, entrada este de la ciudad

En 1870, el actual término municipal de La Línea de la Concepción, población surgida en 1735 en torno a la fortificación de la Línea de Contravalación frente a Gibraltar, se segrega de San Roque, creando su propio ayuntamiento el día 20 de julio del mismo año.
Hoy día, San Roque es un municipio amplio con un tejido industrial importante donde destacan la refinería de Gibraltar-San Roque, un complejo petroquímico y varias plantas de ciclo combinado. La ermita de San Roque se ha trasladado de su situación original al complejo Diego Salinas (antiguo cuartel militar, ahora edificio municipal). En la cumbre del cerro, la ermita original ha sido remodelada convirtiéndose en la iglesia de Santa María la Coronada.
En 2006, San Roque realizó sus celebraciones por el tercer centenario de su fundación. El momento cumbre de estas fue el Pleno del Ayuntamiento en la fecha del aniversario de fundación de la ciudad, que contó con la presencia de los entonces príncipes de Asturias, Felipe de Borbón y Letizia Ortiz, y el presidente de la Junta de Andalucía, Manuel Chaves. En este pleno, se distinguió al príncipe Felipe como alcalde perpetuo de la ciudad. Otros eventos destacados del año fueron el concierto de El Canto del Loco, y el Open de Ajedrez del Tercer Centenario, que contó con la presencia del entonces campeón mundial, el búlgaro Veselin Topalov.

## Demografía
San Roque cuenta con una población de 34 190 habitantes (INE 2024).
| Gráfica de evolución demográfica de San Roque entre 1842 y 2021 |
| |
| Población de derecho según los censos de población del INE Población de hecho según los censos de población del INEEntre el censo de 1877 y el anterior, disminuye el término del municipio porque independiza a La Línea. |

La nacionalidad más representada entre los foráneos residentes en San Roque es la británica.

## Administración y política

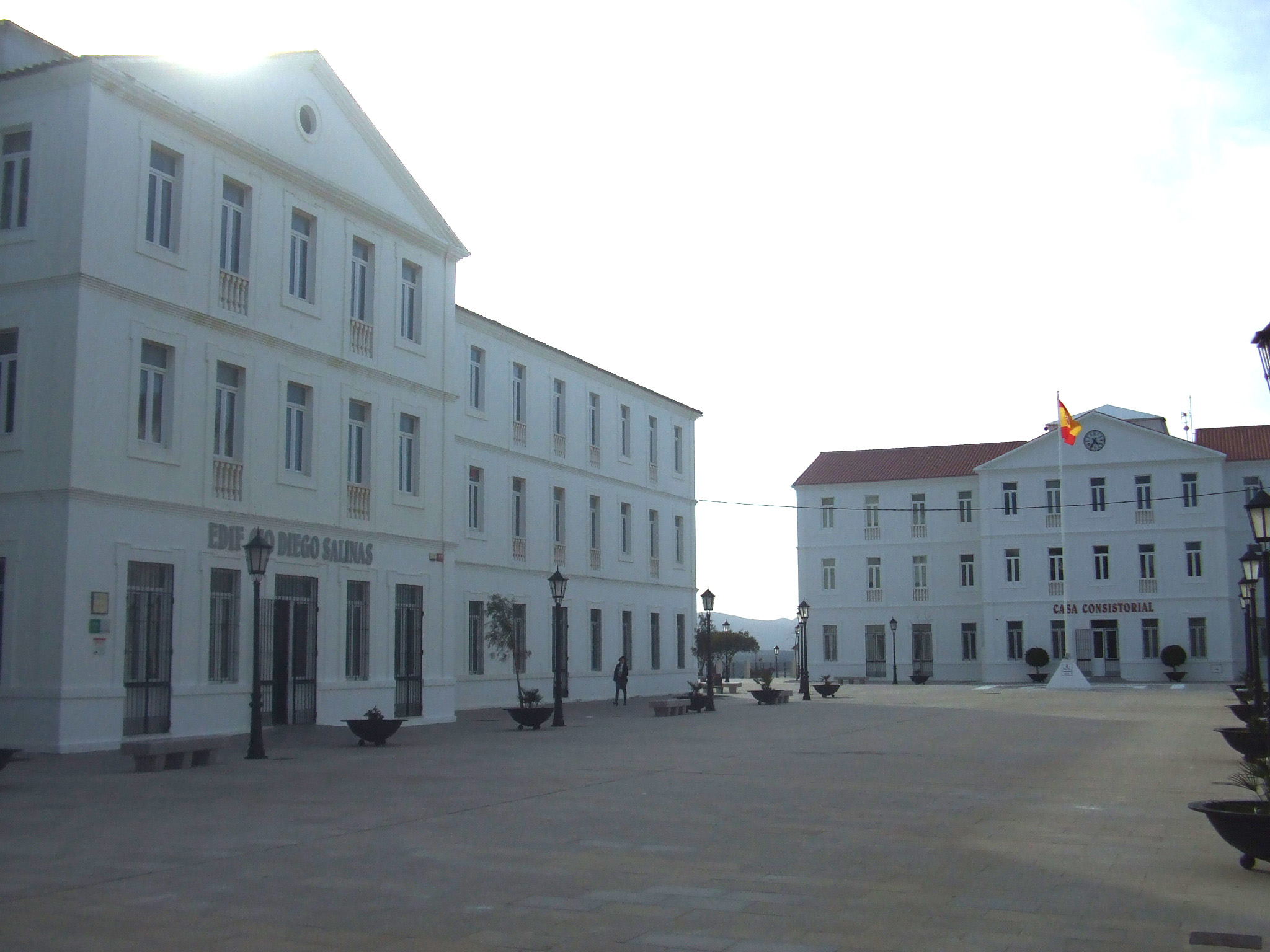
Edificio Diego Salinas y nueva casa consistorial

### Gobierno municipal

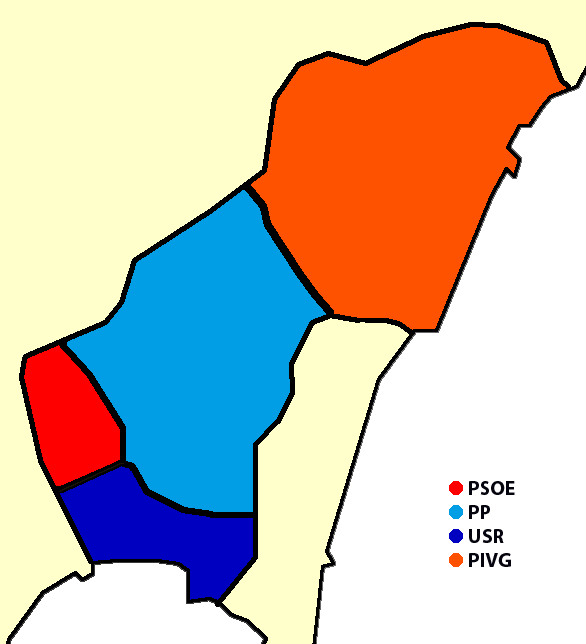
Partido más votado por distrito en las elecciones municipales de 2011

El Ayuntamiento de San Roque es el órgano de gobierno municipal de la ciudad. Desde el 6 de diciembre de 2009 tiene su sede en una nueva casa consistorial situada en la plaza de las Constituciones junto al edificio Diego Salinas. Esta casa era, antes de su remodelación, el edificio principal de un cuartel militar construido en el año 1777, propiedad del Ministerio de Defensa hasta el 2000, año en el que fue adquirido por el Ayuntamiento.
El actual alcalde del municipio es Juan Carlos Ruiz Boix, del Partido Socialista Obrero Español. Tomó el bastón de mando el 11 de junio de 2011. Fue elegido con mayoría absoluta de los miembros de la corporación, con 11 votos de 21, los de los siete concejales de su partido, los dos del Partido Andalucista y los dos del Partido Independiente Valle del Guadiaro.
| Periodo   | Nombre                  | Partido | Partido                                                 |
| --------- | ----------------------- | ------- | ------------------------------------------------------- |
| 1979-1987 | Eduardo López Gil       |         | Partido Socialista Obrero Español de Andalucía (PSOE-A) |
| 1987-1999 | Andrés Merchán Cotos    |         | Partido Socialista Obrero Español de Andalucía (PSOE-A) |
| 1999-2000 | José Vázquez Castillo   |         | Partido Socialista Obrero Español de Andalucía (PSOE-A) |
| 2000-2003 | Fernando Palma Castillo |         | Grupo Independiente Liberal (GIL)                       |
| 2003-2009 | José Vázquez Castillo   |         | Partido Socialista Obrero Español de Andalucía (PSOE-A) |
| 2009-2011 | Fernando Palma Castillo |         | Partido Popular de Andalucía (PP)                       |
| 2011-act. | Juan Carlos Ruiz Boix   |         | Partido Socialista Obrero Español de Andalucía (PSOE-A) |

La corporación municipal está compuesta por 21 concejales elegidos cada cuatro años en sufragio universal. Los resultados de las elecciones municipales de 2015 depararon 11 escaños para el Partido Socialista Obrero Español, 6 para la alianza Partido Popular-Unidad por San Roque, 2 para la agrupación de Podemos San Roque Sí Se Puede, 1 para el Partido Andalucista y 1 para el Partido Independiente Valle del Guadiaro.
Los actuales concejales están recogidos en la siguiente tabla desplegable.
| Corporación municipal de San Roque     | Corporación municipal de San Roque | Corporación municipal de San Roque                                                                  | Corporación municipal de San Roque | Corporación municipal de San Roque |
| Concejal                               | Partido                            | Partido                                                                                             | Departamento                       |                                    |
| -------------------------------------- | ---------------------------------- | --------------------------------------------------------------------------------------------------- | ---------------------------------- | ---------------------------------- |
| Juan Carlos Ruiz Boix                  |                                    | PSOE                                                                                                | Alcalde                            |                                    |
| Juan Manuel Ordóñez Montero            | PSOE                               | Teniente de alcalde. Urbanismo, Patrimonio Histórico, Industria, Medio Ambiente, Fomento y Vivienda |                                    |                                    |
| Dolores Marchena Pérez                 | PSOE                               | Cultura, Turismo y Participación Ciudadana                                                          |                                    |                                    |
| Mónica Córdoba Sánchez                 | PSOE                               | Economía, Hacienda y Atención al Ciudadano                                                          |                                    |                                    |
| Oscar Ledesma Mateo                    | PSOE                               | Nuevas Tecnologías, Recursos Humanos y Área Jurídica                                                |                                    |                                    |
| María de las Mercedes Serrano Carrasco | PSOE                               | policía local y Transportes                                                                         |                                    |                                    |
| José Antonio Rojas Izquierdo           | PSOE                               | Obras y Servicios, Limpieza, Alumbrado, Parques y jardines, Agricultura y pesca, Montes, Playas     |                                    |                                    |
| María Teresa Benítez Sánchez           | PSOE                               | Igualdad, Servicios Sociales, Salud                                                                 |                                    |                                    |
| Antonio Navas Mesa                     | PSOE                               | Fiestas y Deportes                                                                                  |                                    |                                    |
| Belén Jiménez Mateo                    | PSOE                               | Educación, Empleo y Consumo                                                                         |                                    |                                    |
| José David Ramos Montero               | PSOE                               | Juventud y Universidad Popular                                                                      |                                    |                                    |
| Marina García Peinado                  |                                    | PP                                                                                                  | Oposición.                         |                                    |
| Carlos Mescua Vellido                  | PP                                 | | Oposición.                         |                                    |
| Francisco Javier Barberán Ibáñez       | PP                                 | | Oposición.                         |                                    |
| María Ángeles Córdoba Castro           | PP                                 | | Oposición.                         |                                    |
| Ramón Aranda Sagrario                  | PP                                 | | Oposición.                         |                                    |
| José Luis Navarro Sampalo              | PP                                 | | Oposición.                         |                                    |
| José Reyes Fernández Tirado            |                                    | SRSSP                                                                                               | Oposición.                         |                                    |
| Claude Marie Amado                     | SRSSP                              | | Oposición.                         |                                    |
| Juan José Servan García                |                                    | PA                                                                                                  | Oposición.                         |                                    |
| Jesús Mayoral Mayoral                  |                                    | PIVG                                                                                                | Oposición.                         |                                    |

| Partido político                                         | 2023  | 2023  | 2023       | 2019  | 2019  | 2019       | 2015  | 2015  | 2015       | 2011  | 2011  | 2011       | 2007  | 2007  | 2007       |
| Partido político                                         | %     | Votos | Concejales | %     | Votos | Concejales | %     | Votos | Concejales | %     | Votos | Concejales | %     | Votos | Concejales |
| Partido Socialista Obrero Español de Andalucía (PSOE-A)  | 46,58 | 6186  | 12         | 44,79 | 5685  | 11         | 42,94 | 5194  | 11         | 26,31 | 3269  | 7          | 29,21 | 3674  | 7          |
| Partido Popular de Andalucía (PP)                        | 20,05 | 2663  | 5          | 20,67 | 2624  | 5          | 25,29 | 3059  | 6          | 26,27 | 3264  | 6          | 29,22 | 3675  | 7          |
| San Roque 100X100                                        | 14,86 | 1974  | 3          | 8,42  | 1069  | 2          | 7,78  | 941   | 2          | —     | —     | —          | —     | —     | —          |
| Vox                                                      | 5,54  | 736   | 1          | 4,27  | 542   | 0          | —     | —     | —          | —     | —     | —          | —     | —     | —          |
| Partido Independiente Valle del Guadiaro (PIVG)          | 4,89  | 650   | 0          | 6,35  | 806   | 1          | 5,33  | 645   | 1          | 10,84 | 1347  | 2          | 9,68  | 1217  | 2          |
| Con Andalucía-Adelante-Izquierda Unida (IU)              | 3,75  | 498   | 0          | 7,24  | 919   | 1          | 3,76  | 455   | 0          | 4,61  | 573   | 0          | 3,93  | 494   | 0          |
| Ciudadanos (CS)                                          | 2,87  | 382   | 0          | 7,15  | 908   | 1          | 3,44  | 416   | 0          | —     | —     | —          | —     | —     | —          |
| Partido Andalucista (PA)-Espacio Plural Andaluz (EP-And) | —     | —     | —          | —     | —     | —          | 6,7   | 811   | 1          | 10,17 | 1263  | 2          | 5,5   | 692   | 1          |
| Unidad por San Roque (USR)                               | —     | —     | —          | —     | —     | —          | —     | —     | —          | 15,72 | 1953  | 4          | 17,33 | 2179  | 4          |

### Organización territorial
San Roque se caracteriza por tener parte de su población dispersa en diversas barriadas (o pedanías) alejadas del casco urbano. Estas suman un total de doce, y desde 2009 están agrupadas en cuatro distritos o zonas. Los cuatro distritos son:
| Núm. | Nombre             | Descripción                                    | Población (INE 2011) | %     |
| ---- | ------------------ | ---------------------------------------------- | -------------------- | ----- |
| 1    | San Roque Centro   | Casco urbano, capital del municipio.           | 10 802               | 36,05 |
| 2    | Valle del Guadiaro | Entorno del río Guadiaro y costa mediterránea. | 8663                 | 28,90 |
| 3    | Interior           | Zona occidental interior.                      | 6232                 | 20,80 |
| 4    | Bahía              | Costa de la bahía de Algeciras.                | 4268                 | 14,25 |

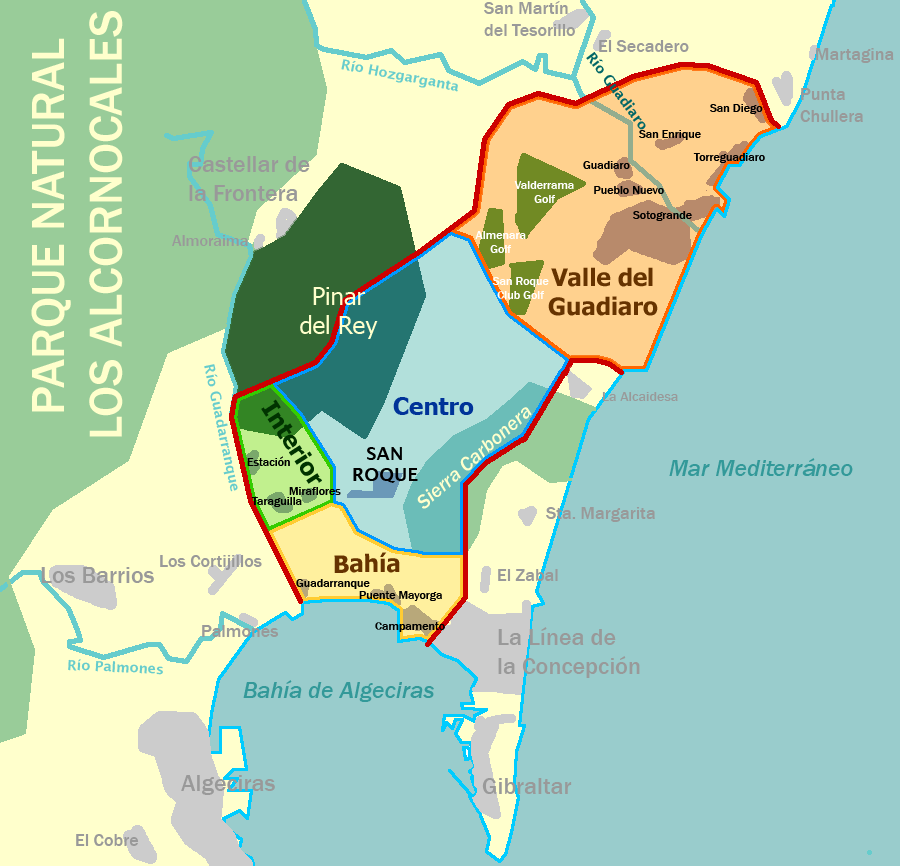
Término municipal de San Roque (línea roja) y situación de sus núcleos de población y distritos. Se incluyen los principales espacios naturales y los ríos, así como los campos de golf

Los núcleos de población, categorizados en distritos, son los siguientes:
| Núcleo                      | Población (INE 2011) | Distancia a San Roque (km) | Distrito              |
| --------------------------- | -------------------- | -------------------------- | --------------------- |
| San Roque Centro*           | 10 802               | 0                          | 1. San Roque Centro   |
| Sotogrande (urbanización)** | 2848                 | 13                         | 2. Valle del Guadiaro |
| Guadiaro                    | 2167                 | 15                         | 2. Valle del Guadiaro |
| Pueblo Nuevo de Guadiaro    | 1439                 | 13                         | 2. Valle del Guadiaro |
| San Enrique de Guadiaro     | 1063                 | 16                         | 2. Valle del Guadiaro |
| Torreguadiaro               | 1081                 | 16                         | 2. Valle del Guadiaro |
| San Diego (urbanización)    | 65                   | 19                         | 2. Valle del Guadiaro |
| Taraguilla                  | 3103                 | 4                          | 3. Interior           |
| Estación de San Roque       | 2595                 | 5                          | 3. Interior           |
| Miraflores (urbanización)   | 534                  | 3                          | 3. Interior           |
| Puente Mayorga              | 2245                 | 3                          | 4. Bahía              |
| Campamento                  | 1871                 | 4                          | 4. Bahía              |
| Guadarranque                | 152                  | 5                          | 4. Bahía              |
| La Colonia***               | 0                    | 4                          | 4. Bahía              |

* Incluye la Barriada de la Paz, absorbida por el casco en su crecimiento urbanístico, así como la zona rural de El Albarracín, aneja de este.

** Suma de las poblaciones de Sotogrande y Puerto de Sotogrande.

*** Deshabitada desde 2003.

## Economía

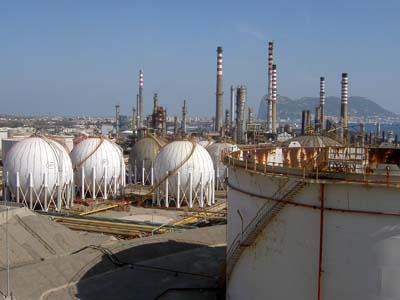
refinería de Gibraltar-San Roque

En San Roque se encuentra el mayor núcleo industrial de Andalucía. Empresas tan importantes como Abelló Linde, Alstom, CEPSA, Endesa, Enel, E.ON, Repsol o Gas Natural Fenosa forman parte de este polígono industrial.
La principal instalación de este polígono industrial es la refinería de Gibraltar-San Roque perteneciente a CEPSA, donde cada año desde 1969 se destilan más de 12 millones de toneladas de petróleo. Los productos obtenidos por el refino son transformados en las industrias auxiliares, que junto a la refinería ocupan una superficie de 150 hectáreas en el entorno de Guadarranque, en la bahía de Algeciras.
En su término municipal se encuentran tres centrales térmicas de ciclo combinado: la central de ciclo combinado de San Roque, de 800 MW de potencia, propiedad al 50 % de Endesa y Gas Natural Fenosa y ubicada en el polígono de Guadarranque; la central térmica Campo de Gibraltar de 789 MW y compartida por Gas Natural Fenosa y CEPSA y la central térmica Bahía de Algeciras, de 800 MW y propiedad de E.ON. Las dos últimas se enclavan en el área litoral.
Estas industrias proporcionan empleo a más de 11 700 personas, tienen un volumen de negocio de más de 10 000 millones de euros anuales y generan un valor añadido bruto de 1000 millones, el equivalente al 0,7 % del PIB andaluz. Pero a su vez convierte al municipio en uno de los más castigados por la contaminación atmosférica.
La hostelería y el turismo proporcionan actividad a los núcleos del Valle del Guadiaro, destacando la zona residencial de lujo de Sotogrande, el complejo turístico de San Roque Club y sus campos de golf, descritos abajo.

### Evolución de la deuda viva municipal
El concepto de deuda viva contempla solo las deudas con cajas y bancos relativas a créditos financieros, valores de renta fija y préstamos o créditos transferidos a terceros, excluyéndose, por tanto, la deuda comercial.
| Gráfica de evolución de la deuda viva del Ayuntamiento entre 2008 y 2022                                              |
| |
| Deuda viva del Ayuntamiento de San Roque, en miles de euros, según datos del Ministerio de Hacienda y Función Pública |

## Servicios

### Educación

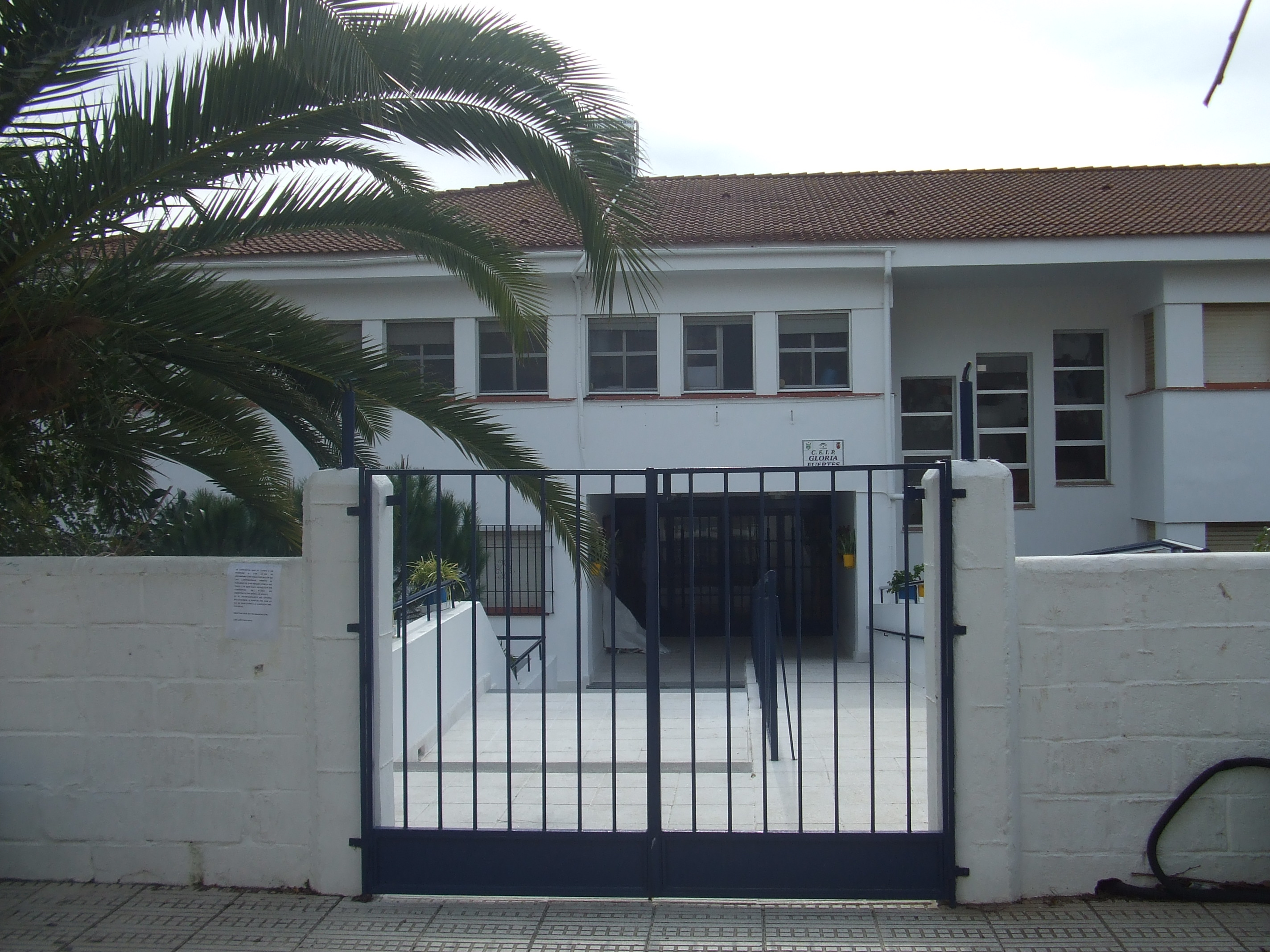
Colegio Gloria Fuertes, en Guadiaro

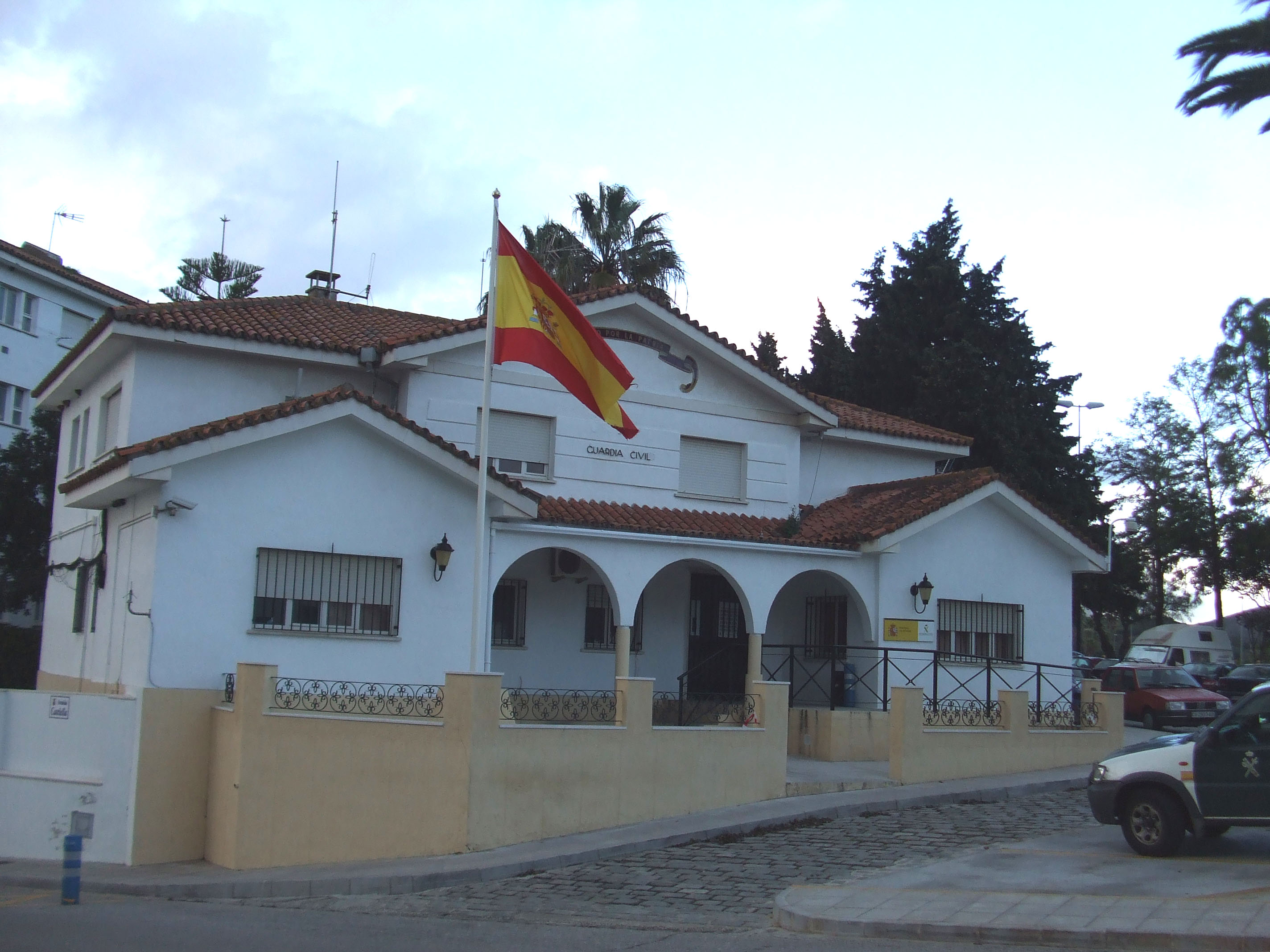
Casa cuartel de la Guardia Civil en San Roque Centro

San Roque cuenta con dos institutos de enseñanza secundaria y bachillerato, el IES José Cadalso (que recientemente se ha añadido al bilingüismo) y el IES Carlos Castilla del Pino, ambos situados en la avenida Castiella del casco urbano. Este último ofrece también cursos de formación profesional de grado medio y superior. Aparte, en educación infantil y primaria, San Roque tiene varios colegios: CEIP Maestro Apolinar (Bilingüe), CEIP Maestro Gabriel Arenas, CEIP Carteia y CEIP Santa María coronada.
El edificio Diego Salinas, construido en el recinto del antiguo cuartel militar, es la sede de la Escuela Oficial de Idiomas y de la Universidad Popular de San Roque, que ofrece cursos para principiantes en diversas disciplinas. En el Cruce del Toril se encuentra la escuela de hostelería.
La Universidad de Cádiz ofrece cursos de verano todos los años en San Roque.

### Sanidad
El término municipal de San Roque conforma una zona básica de salud dentro del Área de Gestión Sanitaria Campo de Gibraltar.
En San Roque hay tres centros de salud del Servicio Andaluz de Salud en funcionamiento. El más antiguo de ellos, el centro de salud Juan Batanero, situado en la avenida Carlos Pacheco, número 4, del casco urbano. Los otros dos son de reciente construcción: uno en la Barriada de la Paz, junto al estadio de fútbol, llamado Evaristo Domínguez Ramos, que dispone de servicio de urgencias; y otro en San Enrique de Guadiaro, que da cobertura a todo el Valle del Guadiaro.
Un total de ocho consultorios locales y auxiliares están distribuidos por las barriadas del municipio. Los hospitales más cercanos a San Roque son el Hospital La Línea, a 9 kilómetros, y el Hospital Punta Europa en Algeciras, a 20 kilómetros.

### Seguridad ciudadana
Policía local
San Roque cuenta con un cuerpo de policía local compuesto por cerca de 100 efectivos. Su sede de San Roque está situada en el Camino del Almendral, en las antiguas instalaciones del cuartel Diego Salinas, junto a la nueva casa consistorial y el edificio municipal. También dispone de jefaturas en cada uno de los distritos periféricos.
Guardia Civil
La Guardia Civil dispone de dos puestos en San Roque: uno en el casco (avenida Castiella, 2, junto al parque de Cuatro Vientos) y otro en Guadiaro (calle de la Sierra de Gredos, 1).

### Transporte

#### Carreteras

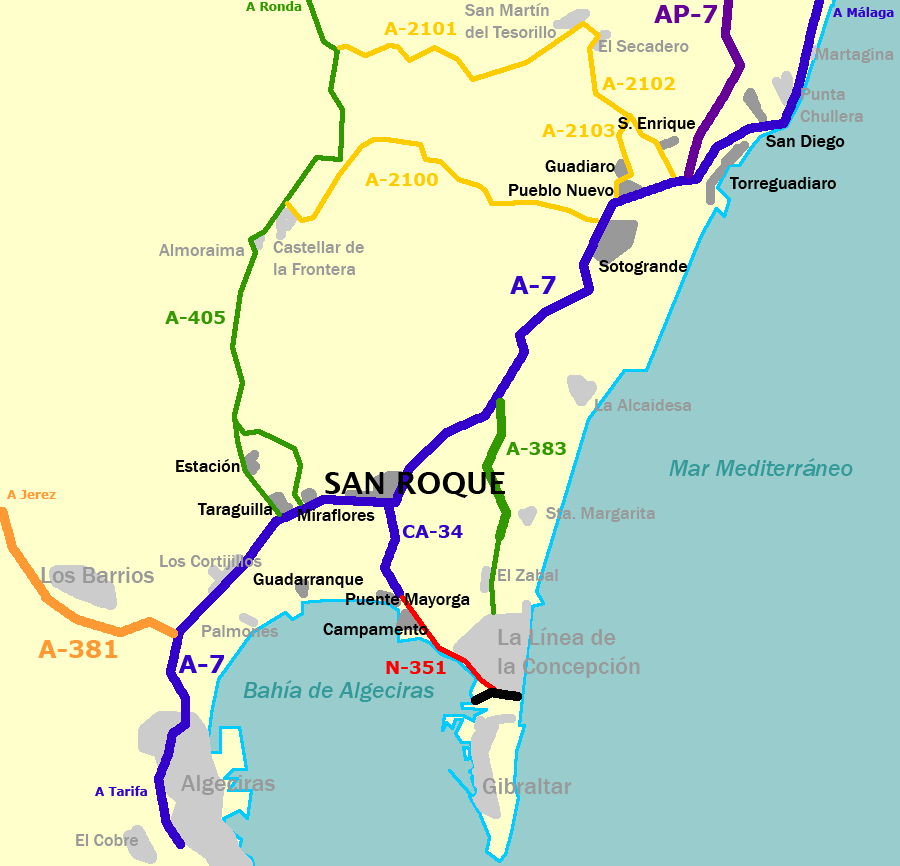
Principales vías de comunicación de San Roque y sus barriadas

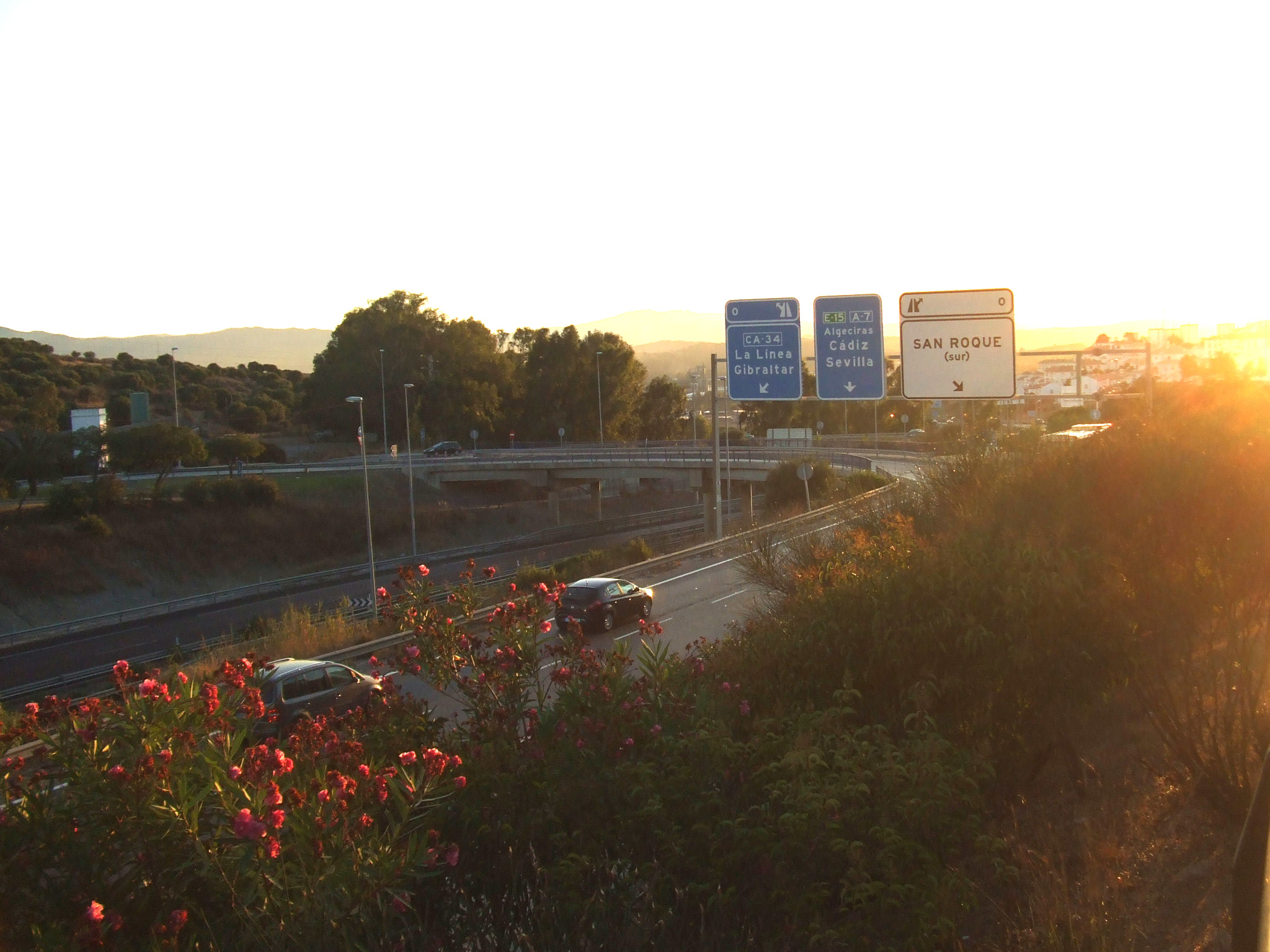
Cruce del Toril, entrada principal al casco urbano de San Roque

San Roque es el principal centro de comunicaciones por carretera del Campo de Gibraltar. Cinco de las seis carreteras más importantes de la comarca pasan por su término municipal. El gran eje longitudinal de San Roque es la autovía del Mediterráneo (A-7), construida como desdoblamiento de la antigua N-340. Como parte de su itinerario entre Algeciras y Barcelona, esta autovía comunica los extremos del municipio.
Tras unirse con la A-381 (Jerez-Los Barrios), la A-7 entra en territorio sanroqueño. Desde Taraguilla y la Estación por la A-405 R1 (salida 1110), continúa por Miraflores (salida 1109), con un acceso a Guadarranque y a la carretera A-405 que se dirige hacia Castellar, Jimena y Ronda.
Se puede acceder a San Roque Centro por las salidas 11108 (parque de la Vida por CA-9204), 1107 (El Toril-San Roque Sur, cruce de la CA-34) y 1105 (El León o Cuatro Vientos, intersección de la N-340a). Desde el Toril parte la Autovía de Acceso a Gibraltar (CA-34), que se dirige hacia Puente Mayorga, Campamento, La Línea de la Concepción y Gibraltar.
Continuando por la A-7 hacia el noreste llegamos a Guadiaro, Pueblo Nuevo y Sotogrande (salidas 1094 y 1092), San Enrique, Torreguadiaro y San Diego (salida 1091 en tramo de autovía y 133 en tramo de autopista), ya en el límite provincial. La autovía continúa su recorrido en dirección hacia Málaga, existiendo como alternativa la autopista de peaje AP-7 a partir del kilómetro 133, con una salida hacia El Secadero y San Martín del Tesorillo por la A-2102. Si nos dirigimos desde el Valle del Guadiaro hacia La Línea, podemos realizar un recorrido más corto utilizando la A-383 (salida 1101), una nueva autovía que cruza Sierra Carbonera a través del puerto del Higuerón.
Tabla con las principales carreteras de San Roque y su entorno:
| Identificador  | Recorrido                                                               | Nombre                    |
| -------------- | ----------------------------------------------------------------------- | ------------------------- |
| E-15 A-7 N-340 | Algeciras - Málaga - Almería - Murcia - Alicante - Valencia - Barcelona | Autovía del Mediterráneo  |
| E-15 AP-7      | Guadiaro - Málaga                                                       | Autopista del Sol         |
| CA-34 N-351    | San Roque - La Línea de la Concepción - Gibraltar                       |                           |
| A-381          | Jerez de la Frontera - Los Barrios                                      | Autovía Jerez-Los Barrios |
| A-383          | Acceso Este a La Línea de la Concepción                                 |                           |
| A-405          | Gaucín - Jimena de la Frontera - San Roque                              | Ctra. Gaucín              |
| A-2100         | Castellar de la Frontera - Sotogrande                                   | Ctra. Arenillas           |
| A-2101         | Castellar de la Frontera - San Martín del Tesorillo                     | Acceso Oeste Tesorillo    |
| A-2102         | San Martín del Tesorillo - San Enrique - Torreguadiaro                  | Tesorillo por San Enrique |
| A-2103         | San Enrique - Guadiaro - Pueblo Nuevo                                   | Ctra. Guadiaro            |

#### Autobús

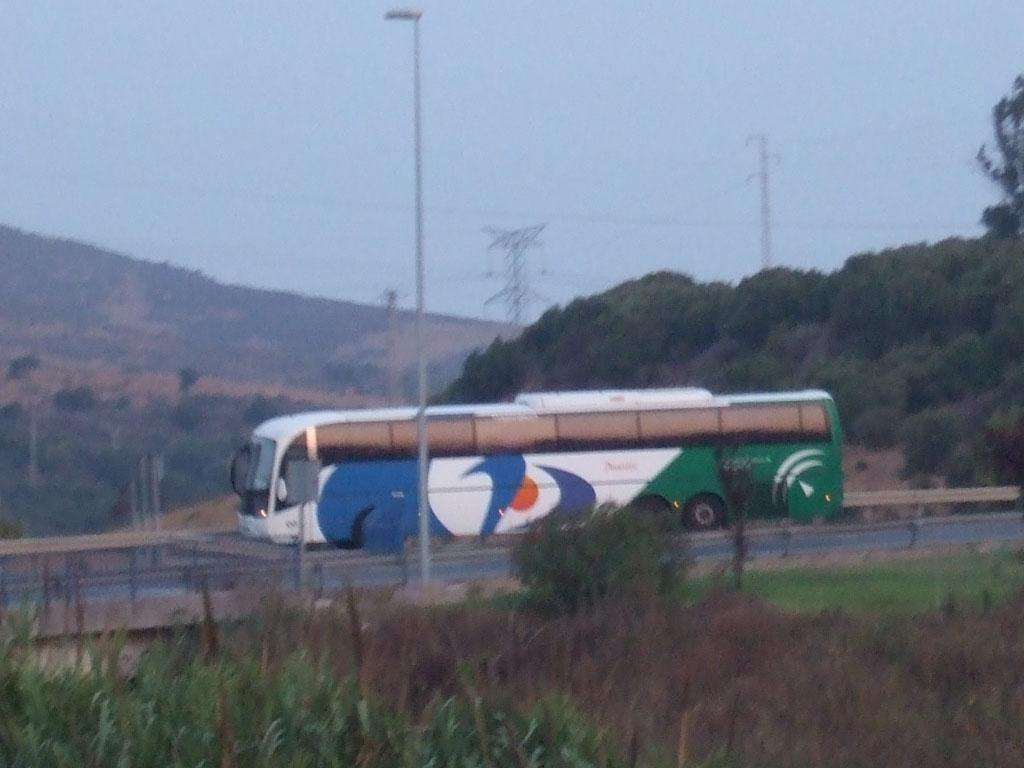
Autobús de CTSA-Portillo realizando la ruta Algeciras-Málaga, en El Toril

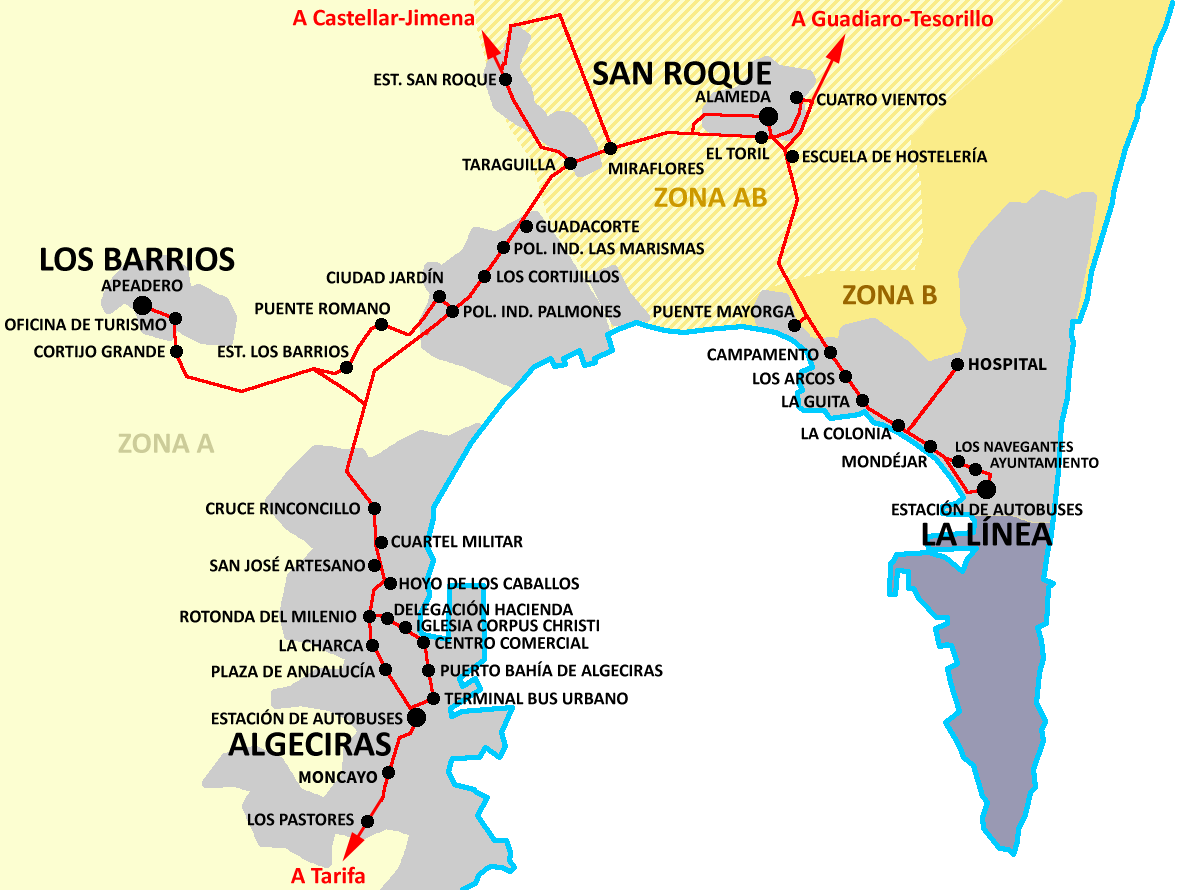
Detalle de la Bahía de Algeciras según la división en zonas del Consorcio de Transporte. En la parte superior, situación de la Alameda de Alfonso XI, parada principal de autobuses de San Roque

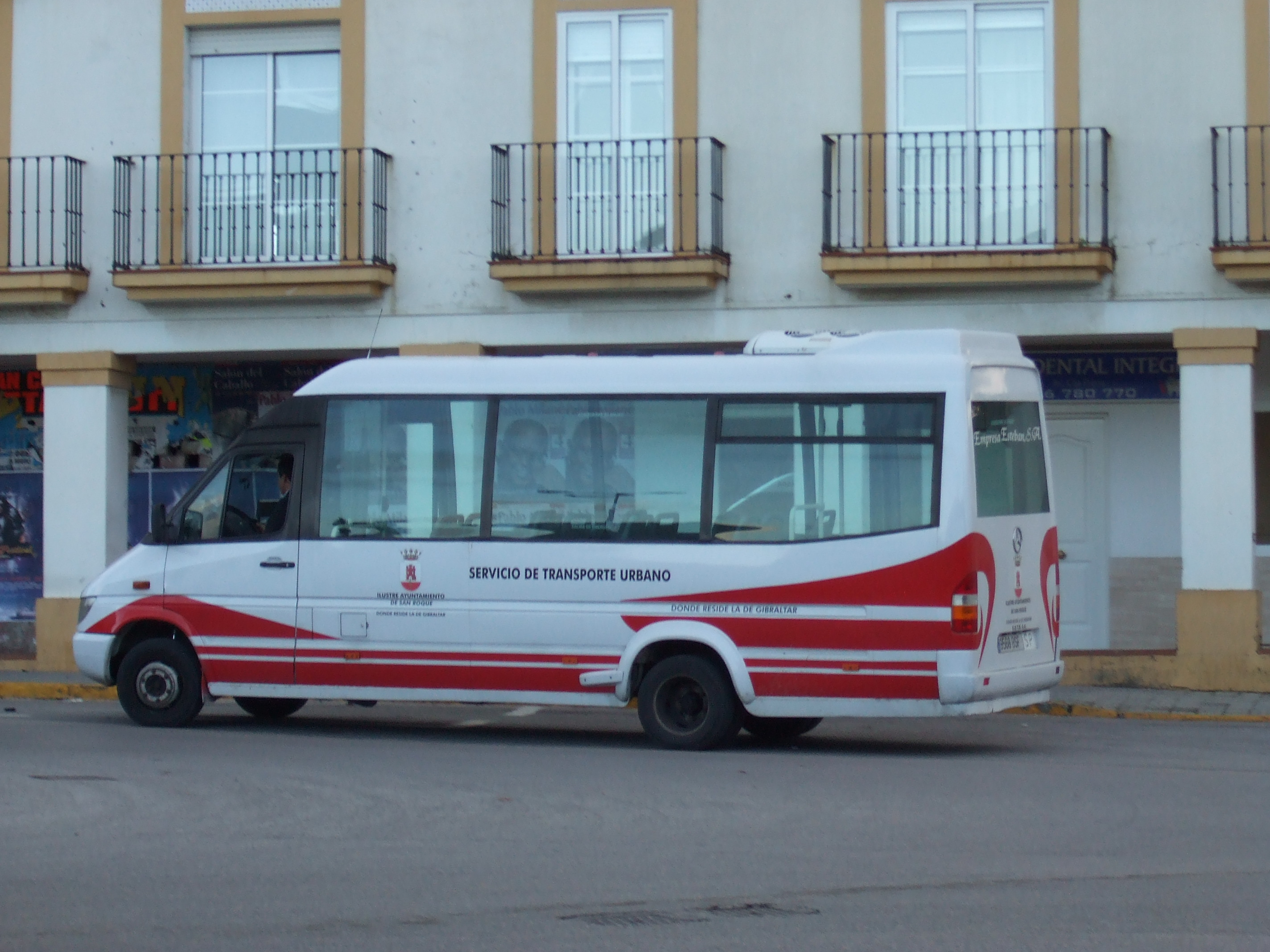
Autobús (minibús) del Servicio de Transporte Urbano de San Roque, en el parque de Cuatro Vientos

Pese a ser un importante nudo de comunicaciones, San Roque no cuenta con estación de autobuses. Sin embargo, es parada de varias líneas regulares que unen a la ciudad con los municipios vecinos y las principales capitales de su entorno. La Alameda de Alfonso XI hace el papel de terminal de autobuses urbanos y metropolitanos; mientras que el cruce del Toril, a las afueras del pueblo, acoge las paradas de autobuses de ámbito regional, de los cuales algunos también efectúan parada en Sotogrande Alto y en el Área de Servicio Montilla situada entre San Enrique y Torreguadiaro.

##### Autobuses de media distancia
Desde la parada de autobús de El Toril, entrada sur a San Roque Centro, podemos tomar autobuses hacia Cádiz, Málaga, Jerez de la Frontera y Sevilla. Los autobuses procedentes de Málaga con destino Algeciras y La Línea dejan a sus pasajeros en el parque de Cuatro Vientos, al este del casco urbano.
En Sotogrande y en el Área de Servicio Montilla, situada entre San Enrique y Torreguadiaro, también paran autobuses con destino Algeciras y Málaga.
Las estaciones de autobuses más cercanas a San Roque son:
- Estación de autobuses de La Línea de la Concepción, a 7 km. Líneas a Córdoba,[49] Madrid,[50] y Barcelona.[51]
- Estación de autobuses San Bernardo (Algeciras), a 14 km. Autobuses directos a Cádiz,[48] Málaga,[52] y Sevilla,[53] y líneas a Granada, Córdoba, Jaén, Almería,[52] Madrid,[50] Barcelona,[51] el País Vasco,[54] y Galicia.[55]

##### Autobuses metropolitanos
El término municipal de San Roque está integrado en el Consorcio de Transporte Metropolitano del Campo de Gibraltar. Según la división de la comarca en zonas tarifarias, el casco urbano y las localidades de Taraguilla, Estación, Miraflores y Guadarranque pertenecen a la zona AB (Arco Bahía Central). Por su parte, Puente Mayorga y Campamento pertenecen a la zona B (Arco Bahía Oriental); y todo el Valle del Guadiaro forma parte de la zona E (Costa Oriental).
Un total de diez líneas metropolitanas pasan por San Roque, más que en ningún otro municipio del Consorcio. Consultar el artículo de cada línea para comprobar las barriadas por las que pasan.
| Línea | Trayecto                                               | Empresa                                                 |
| ----- | ------------------------------------------------------ | ------------------------------------------------------- |
| M-120 | Algeciras - La Línea                                   | Transportes Generales Comes                             |
| M-121 | Los Barrios - La Línea                                 | Transportes Generales Comes                             |
| M-130 | San Roque - Algeciras                                  | Empresa Esteban                                         |
| M-170 | San Pablo - Jimena - Castellar -Algeciras*             | Transportes Generales Comes                             |
| M-230 | San Roque - La Línea                                   | Transportes Generales Comes y AvanzaBus by Movility ADO |
| M-240 | Estepona - La Línea                                    | AvanzaBus by Movility ADO                               |
| M-260 | La Línea - Tahivilla (y Cádiz)                         | Portillo                                                |
| M-270 | (Algatocín) San Pablo - Jimena -Castellar - La Línea   | Portillo                                                |
| M-271 | Tesorillo - La Línea                                   | Portillo                                                |
| M-272 | San Pablo - Jimena - Castellar - La Línea por Hospital | Portillo                                                |

* No pasa por San Roque Centro.

##### Autobuses urbanos
El Servicio de Transporte Urbano de San Roque empezó a funcionar en 2002, prestado entonces por la Empresa Esteban, y desde julio de 2018 por una unión temporal de empresas liderada por Socibus, mediante minibuses. Los autobuses urbanos de San Roque son blancos, con franjas longitudinales rojas. Llevan en su parte delantera el escudo municipal, y en los costados, la consigna «Ilustre Ayuntamiento de San Roque».
Dispone de dos líneas de autobús que unen las diferentes barriadas, complementando a los servicios de transporte metropolitano.
| Línea y Trayecto | Línea y Trayecto                                        |
| ---------------- | ------------------------------------------------------- |
| Azul             | Estación - Interior - Bahía - Campamento - Pozo del Rey |
| Roja             | San Roque Centro - Valle del Guadiaro                   |

#### Taxis
Una flota de 52 taxis da cobertura a todo el municipio. Los taxis sanroqueños son blancos, distinguidos con el escudo y el nombre de la ciudad, además de dos bandas rojas, en las puertas delanteras. La estación de taxis de San Roque Centro se encuentra en la plaza de Andalucía, anexa a la Alameda de Alfonso XI; actualmente están en servicio o en obras de construcción otras paradas de taxis en las pedanías de la ciudad.

#### Ferrocarril

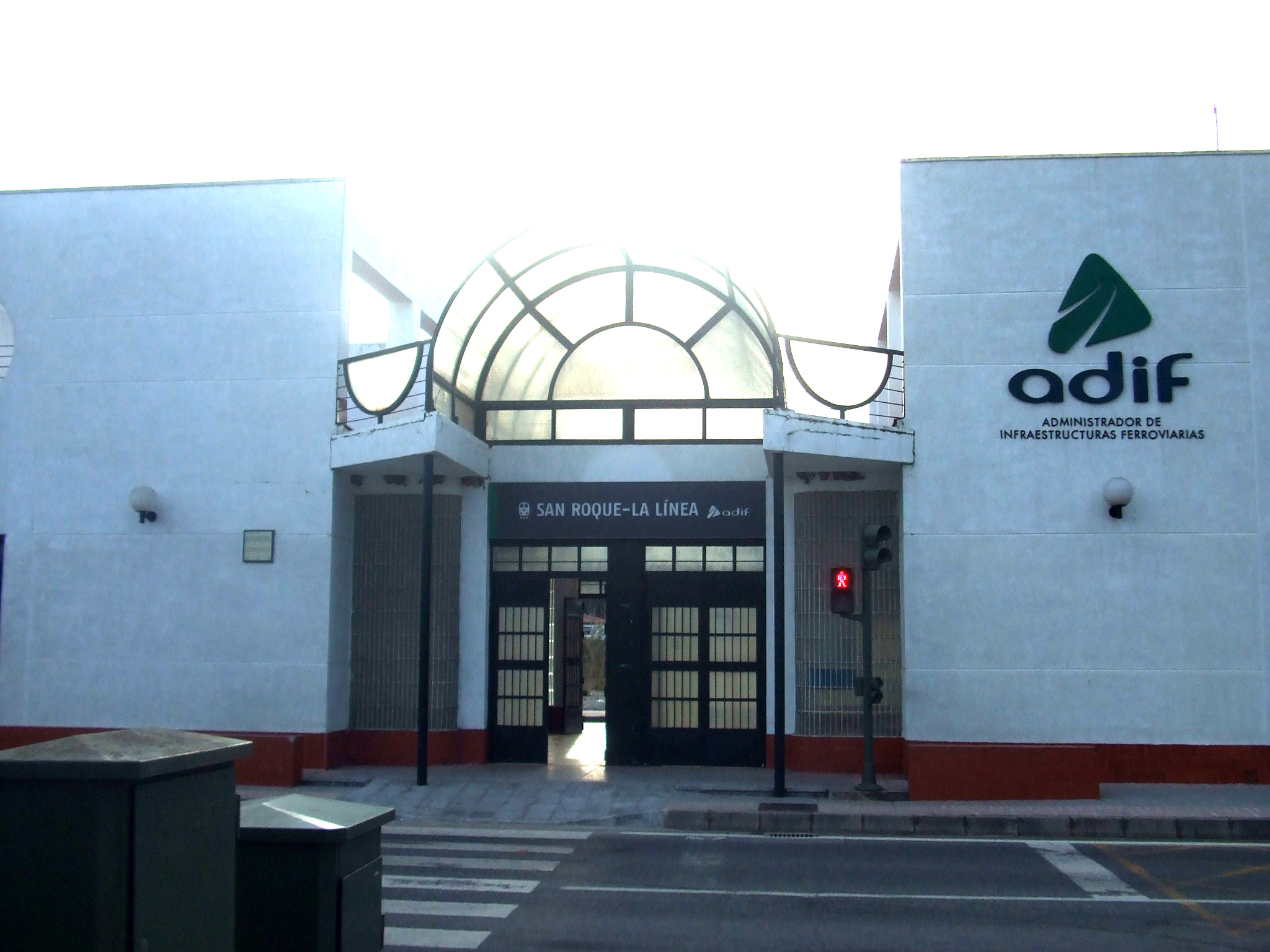
Estación de San Roque

San Roque cuenta con una estación de Adif situada en la avenida del Guadarranque de la barriada homónima. Esta terminal está situada en el kilómetro 162,625 de la línea convencional Bobadilla-Algeciras.
En ella paran trenes de Media Distancia que comunican a San Roque con Algeciras, Castellar de la Frontera, Jimena de la Frontera, Ronda, Antequera y Granada entre otras localidades. El viaje en tren de San Roque a Ronda tarda 1 hora y 30 minutos, y a Granada, 4 horas.
Desde 2012 el tren de larga distancia Altaria Algeciras-Madrid se puede tomar en San Roque. Paradas en Córdoba, Villanueva de Córdoba, Puertollano y Ciudad Real.

#### Puertos
El puerto de Guadarranque, exclusivo de mercancías, da servicio a todo el polígono industrial del Campo de Gibraltar. Las Instalaciones Portuarias de Campamento especializadas en diques móviles, se encuentra en plena expansión. Y Sotogrande cuenta con un puerto deportivo del más alto nivel.

#### Aeropuertos
Los aeropuertos más cercanos a San Roque son:
- Aeropuerto de Gibraltar, a 9 km S.
- Aeropuerto de Jerez, a 110 km NO.
- Aeropuerto de Málaga-Costa del Sol, a 115 km E.
- Aeropuerto de Sevilla, a 195 km NO.

## Cultura

### Patrimonio

#### Centro urbano

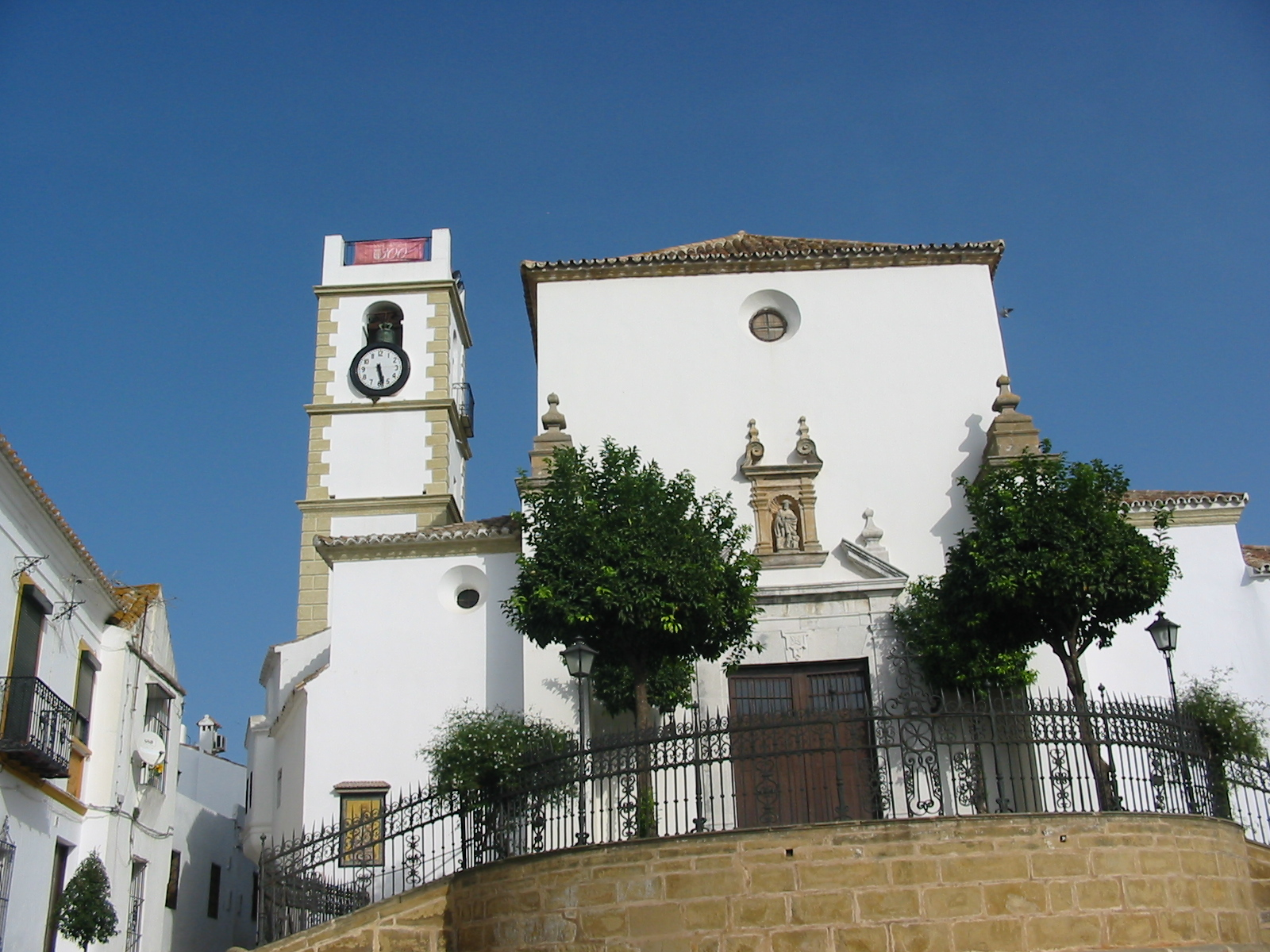
La iglesia de Santa María la Coronada, situada en la cumbre del cerro de San Roque

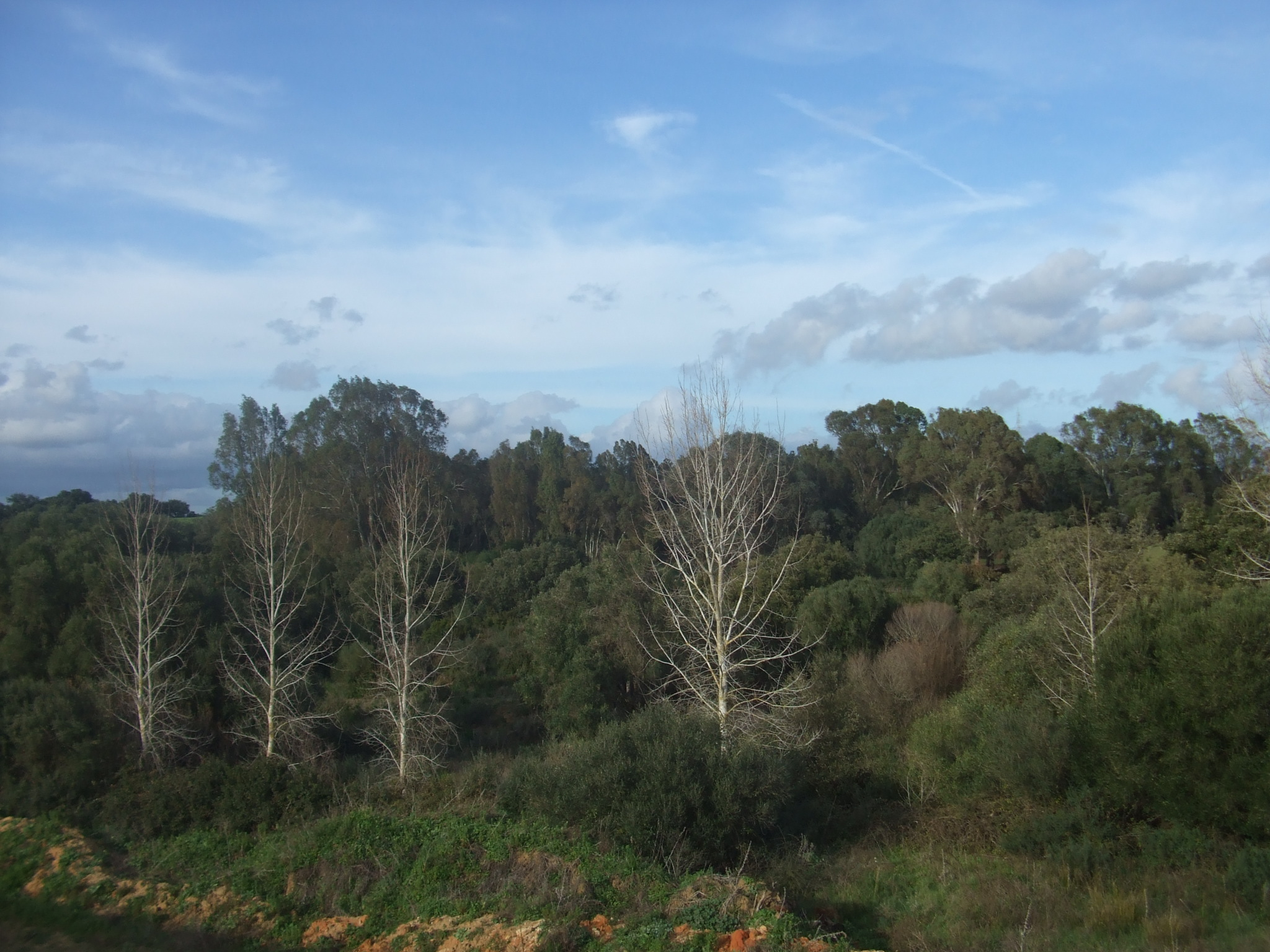
Pinar del Rey

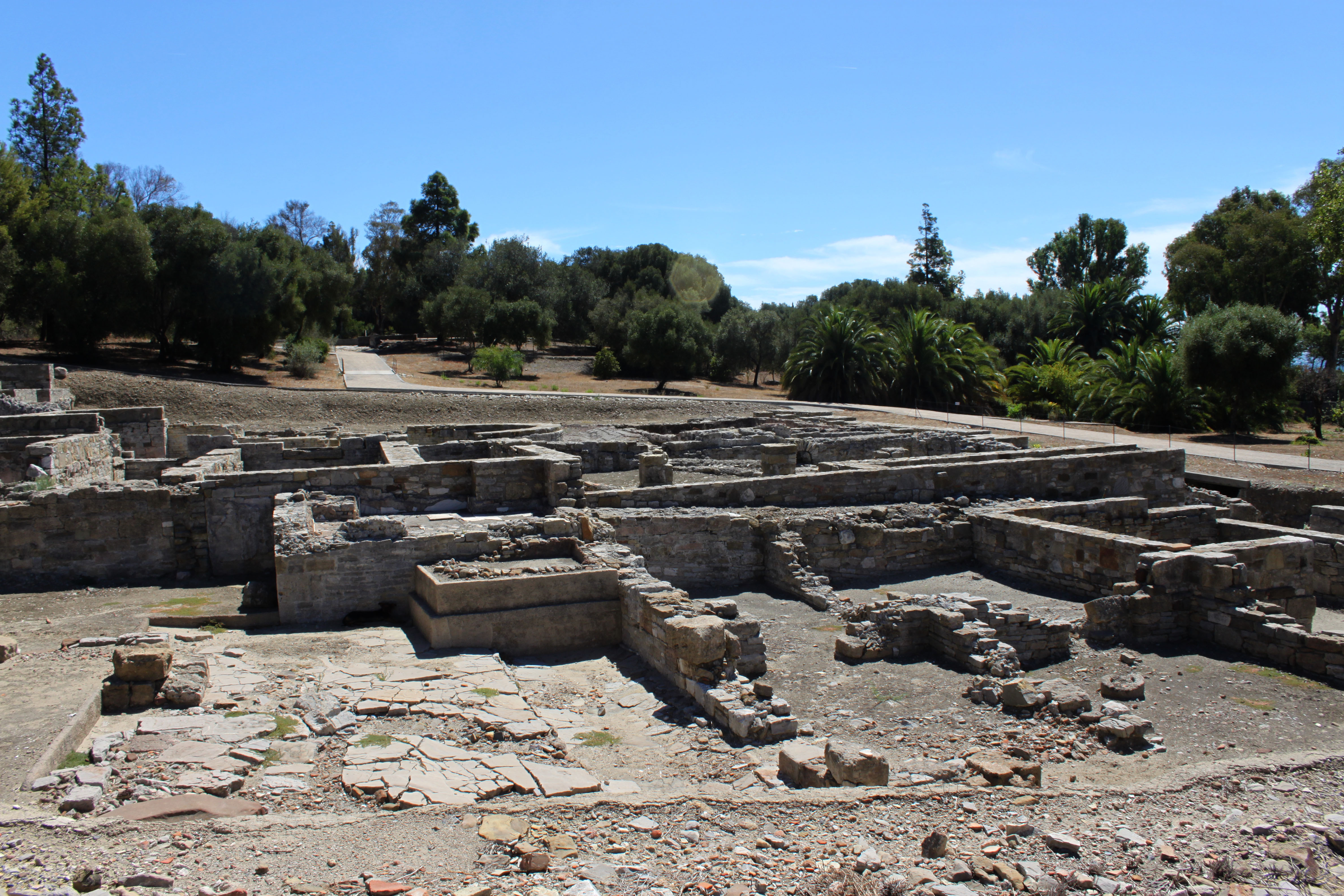
Termas de Carteia

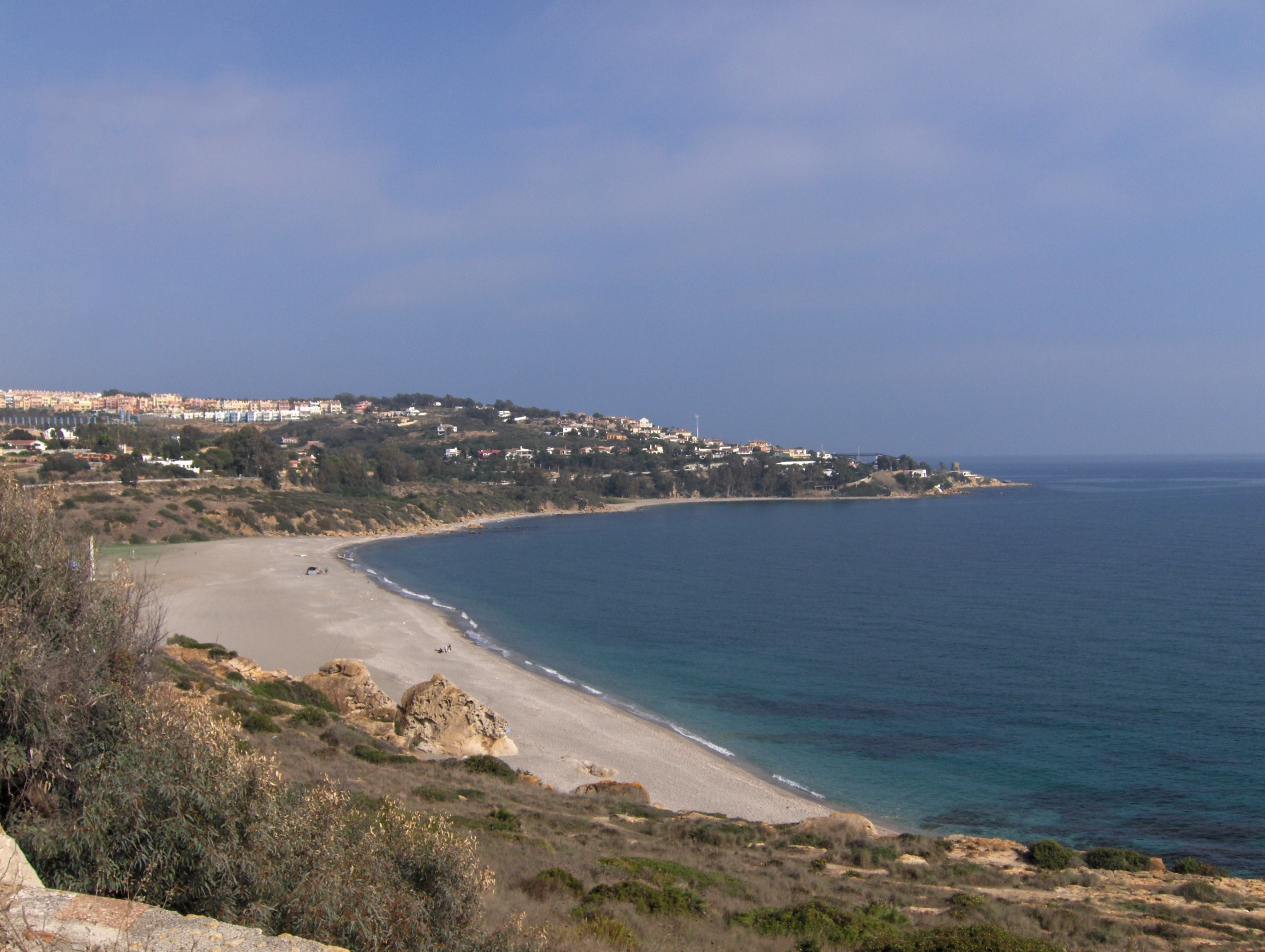
Playa de Cala Sardina, la más oriental de la provincia de Cádiz

El casco urbano de San Roque fue el primer enclave del Campo de Gibraltar en ser declarado conjunto histórico-artístico por el Ministerio de Cultura de España. Sus edificios más emblemáticos son, entre otros:
- Iglesia de Santa María la Coronada: está situada en la cima del cerro de San Roque. Inaugurada en el año 1735, construida sobre la antigua ermita de San Roque, es un templo dedicado a la patrona de la ciudad y de Gibraltar. Es el lugar de inicio y fin de las procesiones de la Semana Santa de San Roque. En ella, está enterrado el poeta José de Cadalso.
- Plaza de Armas: anexa a la iglesia, es una plaza peatonal. Fue el lugar donde Manuel Ballón El Africano realizó un pase de muleta por primera vez en la historia de la tauromaquia (1720).[70] Durante el siglo XIX fue el lugar de entrenamiento de la escuela municipal de esgrima,[71] y hasta el año 2009 fue la sede del Ayuntamiento de San Roque.[18]
- Palacio de los Gobernadores: sede de la Comandancia militar de Gibraltar desde su construcción en el siglo XVIII hasta el traslado de la misma a Algeciras.[71] Actualmente ha sido remodelado para albergar el Museo Luis Ortega Bru, principal museo del municipio.
- Plaza de toros de San Roque: inaugurada en 1853, es la más antigua de la provincia de Cádiz,[70] y cuenta con un museo taurino. En esta plaza finaliza cada año el encierro del Toro del Aguardiente, actividad de clausura de la Feria Real de San Roque.[72]
- Ermita de San Roque: reconstruida en el siglo XIX en el entorno del edificio Diego Salinas tras ser reemplazada la ermita original por la iglesia.[71]
- Edificio Diego Salinas: antiguo cuartel militar del municipio hasta el fin de la obligatoriedad del servicio militar. Ha sido reformado para alojar en la actualidad al Ayuntamiento, la biblioteca municipal, la Escuela Oficial de Idiomas y el aula de la Universidad Popular. Lleva el nombre del último alcalde español de Gibraltar antes de la captura del Peñón.
- Alameda de Alfonso XI: construida en el año 1831, es una plaza peatonal de 160 metros de largo y 70 de ancho que incluye más de 250 árboles, un parque infantil y una fuente.[71] Centro de la vida social de los sanroqueños, es sede del Teatro Juan Luis Galiardo[73] y de actividades como la Feria del Libro y la fiesta de Todos los Santos.
- Mirador Poeta Domingo de Mena: situado en lo más alto del barrio de Los Cañones, cercano a la iglesia y a la plaza de Armas, es el lugar ideal para avistar la bahía de Algeciras y el norte de África. En este mirador están expuestos dos cañones utilizados por el Ejército español durante el Gran Asedio a Gibraltar entre 1779 y 1783.[71][74]
- Fuente María España: emplazada al norte del casco urbano, en dirección al Pinar del Rey, es uno de los símbolos de San Roque.[71] Da el nombre a la urbanización situada junto a ella.

#### Pinar del Rey
El Pinar del Rey es un parque periurbano de 338 hectáreas situado entre los términos municipales de San Roque y Castellar de la Frontera. Es el auténtico pulmón de la comarca, capaz de neutralizar la contaminación procedente de las áreas industriales. Este parque data del año 1800. En su parte sur, la más cercana a San Roque Centro, dispone de un área recreativa con instalaciones para pícnic y barbacoas, siendo un lugar muy concurrido para pasar el día o realizar deporte al aire libre.

#### Carteia
En la desembocadura del río Guadarranque, en pleno centro del perímetro de la bahía de Algeciras, se encuentra el yacimiento arqueológico de Carteia, antigua ciudad cartaginesa y primera colonia romana fuera de la península itálica. Sus primeros restos datan del siglo VII a. C. Se han localizado talleres de elaboración de Garum, un teatro y se va a prospectar el lugar donde posiblemente se halla el circo.

#### Cueva de la Horadada
Se encuentra cerca del arroyo de la Doctor. Fue descubierta en 1926 y está protegida como Bien de Interés Cultural.
San Roque cuenta con 15 kilómetros de costa apta para la recreación y el baño. De oeste a este, las playas del municipio son las siguientes:
- En la bahía de Algeciras: playa de Guadarranque, playa de Puente Mayorga, playa de Campamento.
- En el Mar Mediterráneo: playa de Guadalquitón, playa de Torrecarbonera, playa de Sotogrande, playa de Torreguadiaro, playa de Cala Sardina.

### Museos

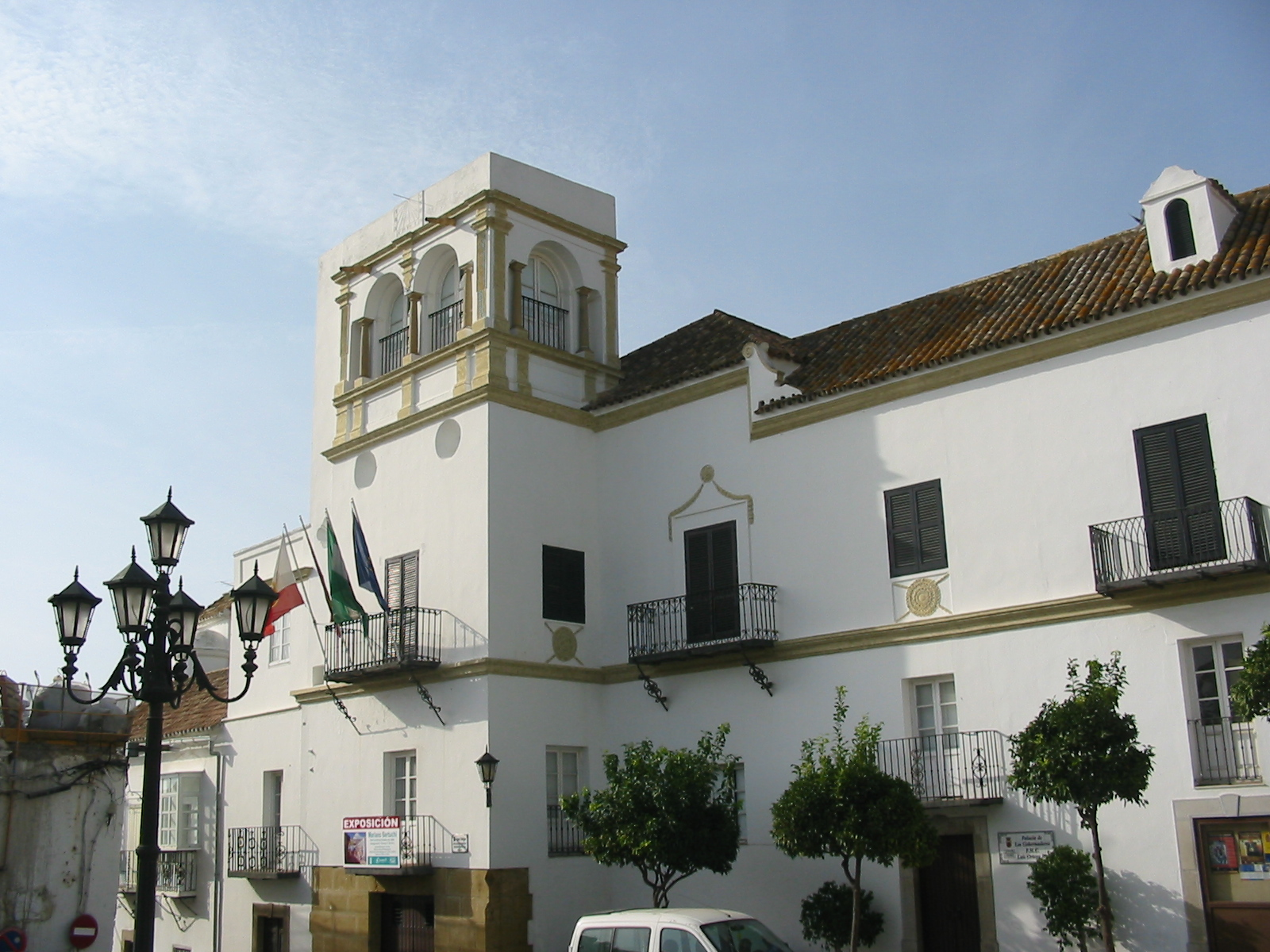
Palacio de los Gobernadores, actual museo de la ciudad

El principal museo de San Roque se encuentra en el palacio de los Gobernadores, en la plaza de la Iglesia. La biblioteca municipal, que provee acceso gratuito a Internet a sus socios, está situada en el edificio Diego Salinas; existiendo otras cuatro bibliotecas auxiliares en Guadiaro, Estación-Taraguilla, Campamento y Puente Mayorga ("David Botella").

### Música
El Sunset Valley Festival tiene lugar en el mes de agosto en Sotogrande.

### Cante y baile
Posee el grupo de baile municipal Albarracín, dirigido por Chari Expresati, bailaora y monitora.
El fandango de punta y tacón era el baile típico del término en tiempos de bandoleros. Hoy se representa este baile el día de la patrona de la ciudad o en los certámenes de baile de intercambio que se celebra en esta ciudad.
Cabe expresar que este grupo de baile municipal ha actuado bailando flamenco por toda España y en diferentes países como: Inglaterra, Grecia, Holanda o en varias veces en Japón.
El grupo en la mayoría de sus actuaciones es acompañado por el guitarrista algecireño Salvador y como voz a Mari entre otros.

### Fiestas
Semana Santa
Declarada de Interés Turísico de Andalucía. La semana grande sanroqueña da comienzo el Viernes de Dolores cuando se celebra el Vía Crucis del Consejo de Hermandades y Cofradías presidido todos los años por la Antiquísima Imagen del Santísimo Cristo de la Vera-Cruz. Entre el lunes y el Jueves Santo tienen lugar distintas procesiones de siete de las ocho hermandades existentes en la ciudad, cabiendo destacar el Santo Encuentro que se realiza en la noche del Jueves Santo entre la imagen de María Santísima de los Dolores y Nuestro Padre Jesús Nazareno, Señor de San Roque. El Viernes Santo, a media tarde tiene lugar la tradicional procesión Magna del Santo Entierro, en el que las ocho hermandades de penitencia existentes rememoran la Pasión de Cristo en el orden en el que sucedió. El Cortejo procesional sale de la parroquia Santa María la Coronada con un total de 14 pasos procesionales, cerrando el cortejo la Virgen de la Soledad. Finalmente, el Domingo de Resurrección tiene lugar la procesión de Nuestro Señor Jesucristo Resucitado por las calles aledañas a la parroquia.
La Semana Santa de San Roque figura entre las más destacadas de Andalucía. La procesión magna del Santo Entierro, que tiene lugar en el Viernes Santo, es retransmitida en directo cada año por Canal Sur Televisión.
Romería de San Roque
La Romería se celebra el último fin de semana de abril en el paraje del Pinar del Rey, donde tiene lugar una misa rociera, concurso de caballos, etc. La romería con el Santo parte el sábado desde la ermita que lleva su nombre, construida a mediados del siglo XVIII en la población, discurriendo por las principales calles de la ciudad en dirección al citado Pinar del Rey. Cuando el cortejo de carretas presidido por la del Santo titular de la ciudad llega en el camino al Cortijo de Salomón, limítrofe con el Pinar del Rey se disfruta de una comida y se hace una plegaria al Santo. Finalmente se adentra en el enclave natural y se disfruta de una noche de Romería en la zona recreativa del Pinar del Rey. El domingo, se celebra la tradicional misa rociera y se disfruta en convivencia del día de campo. A media tarde del domingo tiene lugar el camino de vuelta hasta el regreso de la Sagrada Imagen a su ermita.
Aniversario de la Fundación
El 21 de mayo, fiesta local, se celebra el Aniversario de la Fundación de la ciudad, conmemorando la constitución del primer Ayuntamiento de San Roque en 1706, tras la toma de Gibraltar.
Ferias de las pedanías de San Roque
Las barriadas de San Roque también organizan sus propias ferias en el período estival. Las primeras barriadas en celebrar sus fiestas son Taraguilla y Miraflores, nada más empezar el verano; la última es la Estación, a finales de agosto.
Feria Real de San Roque casco
La Feria Real de San Roque, fiesta mayor de la ciudad que se celebra la segunda semana de agosto. En cada edición de la Feria se nombra a las Cortes juvenil e infantil, formadas por las damas, que son vecinas del municipio dentro de los rangos de edad para cada categoría. Las damas juveniles representan a las diversas asociaciones culturales y de vecinos, y las infantiles son elegidas por los colegios del municipio. En cada categoría, se elige a la Reina juvenil y la Reina infantil en una ceremonia que tiene lugar dos meses antes de la Feria.
La Feria se inicia el martes con la ceremonia de coronación de las reinas juvenil e infantil y sus respectivas cortes, aunque las casetas y atracciones situadas en el Recinto Ferial El Ejido no abren hasta el miércoles, día de la cabalgata inaugural. Desde ese miércoles hasta el domingo se disfuta de cinco días en el recinto ferial en diferentes casetas para jóvenes y adultos, así como atracciones para los más pequeños. La Feria Real se clausura el domingo con el gran espectáculo de fuegos artificiales y el encierro del Toro del Aguardiente a las 7h de la mañana del lunes.
Festividad Santa María la Coronada, patrona y alcaldesa perpetua de la ciudad.
El día 15 de agosto, Solemnidad de la Asunción de la Santísima Virgen, se celebra la procesión anual de la patrona de la ciudad Santa María la Coronada por las calles de San Roque. La imagen mariana fue nombrada alcaldesa perpetua de la ciudad por parte de la corporación municipal el 15 de agosto de 2015, conmemorándose los trescientos años de la venida de la Virgen desde Gibraltar hasta la actual población. La procesión tiene lugar una vez finaliza la tradicional misa rociera que se desarrolla en la parroquia que lleva su nombre. Una vez concluye tal celebración, se organiza el cortejo procesional con todas las representaciones de las hermandades, asociaciones parroquiales de la ciudad y representantes de la corporación municipal. Repiques de campana anuncian la salida de Santa María la Coronada en la tarde-noche del 15 de agosto por el itinerario tradicional del casco histórico de la ciudad engalanado para la ocasión.

### Deporte

#### Golf

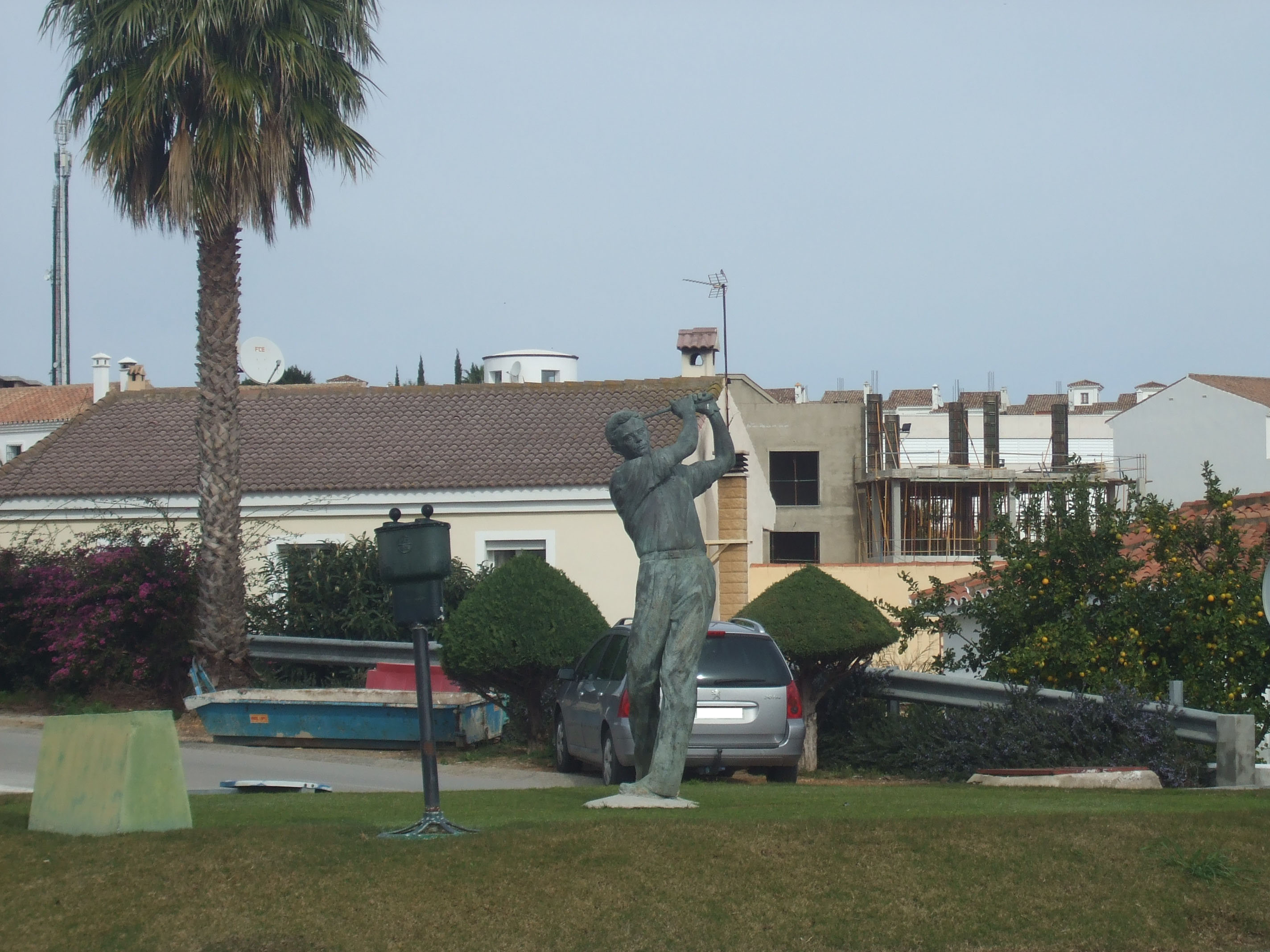
Monumento a los trabajadores del golf en Pueblo Nuevo de Guadiaro

San Roque es conocido a nivel internacional en el mundo del golf por sus clubes Valderrama y Almenara. A diferencia de los campos de golf de la Costa del Sol malagueña, cuya finalidad es eminentemente recreativa y turística, los clubes de San Roque están diseñados para la competición profesional. El reconocimiento de sus campos de golf entre los mejores del continente, y los torneos celebrados en éstos, le han valido a San Roque el título de Capital Europea del Golf.
El Club de Golf Valderrama, activo desde 1974, es un campo de golf de 18 hoyos. Fue sede de la Ryder Cup, el campeonato de golf entre Europa y Estados Unidos, en su edición de 1997, y el primero que albergó esta competición en la Europa continental. También organizó el torneo Volvo Masters, gran final del circuito europeo, hasta el año 2008. Es considerado como el mejor campo de Europa continental por la revista Golf Monthly, y decimoquinto mejor del mundo por Celebrated Living. Actualmente el campo es propiedad de la empresa The Stripe Group, presidida por el exgolfista australiano Greg Norman. Para este año 2010 está previsto que empiecen las obras de ampliación del campo en el término municipal de Castellar de la Frontera.
Almenara es un campo de golf de 27 hoyos. Forma parte del complejo turístico de Sotogrande y cuenta con una academia de golf.

#### Polo
San Roque cuenta con un club de polo, el Santa María Polo Club, que tiene sus instalaciones en Sotogrande. Este campo de polo es la sede de más de 40 competiciones cada año, entre ellas el Torneo Internacional de Polo de verano, campeonato de máxima categoría en el circuito anual de polo y clasificatorio para el Campeonato del Mundo. El Santa María Polo Club está considerado como uno de los clubes de polo más importantes de la Europa Continental.

#### Fútbol
El Club Deportivo San Roque es el principal club de fútbol del municipio. Actualmente milita en el Grupo X de la tercera división de España.
La Agrupación Deportiva Taraguilla es el otro club de San Roque que participa en competiciones oficiales, siendo un componente de la primera provincial de Cádiz. La A.D. Taraguilla cuenta con un equipo de fútbol femenino, que juega en primera provincial.
También destaca el Club Deportivo San Bernardo, club del barrio de la Estación, cuyo equipo sénior milita en la primera división andaluza y que además cuenta con equipos en todas las categorías formativas, desde bebés hasta juveniles.
Cada año, el Ayuntamiento organiza un torneo de categoría culín (niños de hasta seis años) llamado Torneo Vicente Blanca, en homenaje al fundador del club de fútbol base de Los Olivillos, el Naranjito 82. Al torneo son invitados equipos del Campo de Gibraltar y la Costa del Sol Occidental.
En la siguiente tabla se muestran todos los equipos de fútbol que se ubican dentro del término municipal:
| Equipos de Fútbol en el Municipio | Equipos de Fútbol en el Municipio    | Equipos de Fútbol en el Municipio | Equipos de Fútbol en el Municipio | Equipos de Fútbol en el Municipio |
| Nombre                            | Nombre completo                      | Población                         | Distrito                          | Campo de Juego                    |
| --------------------------------- | ------------------------------------ | --------------------------------- | --------------------------------- | --------------------------------- |
| C. D. Guadiaro                    | Club Deportivo Guadiaro              | Guadiaro                          | Valle del Guadiaro                | La Unión                          |
| C. D. San Enrique                 | Club Deportivo San Enrique           | San Enrique de Guadiaro           | Valle del Guadiaro                | San Enrique                       |
| C. D. San Roque                   | Club Deportivo San Roque             | San Roque                         | Centro (ciudad)                   | Estadio Manolo Mesa               |
| Naranjitos 82' C. F.              | Naranjitos 82' Club de Fútbol        | San Roque                         | Centro (ciudad)                   | Estadio Manolo Mesa               |
| C. D. San Roque Atco.             | Club Deportivo San Roque Atlético    | San Roque                         | Centro (ciudad)                   | Manolo Mesa / Vicente Blanca      |
| San Roque Fútbol Sala C. D.       | San Roque Fútbol Sala Club Deportivo | San Roque                         | Centro (ciudad)                   | Pabellón Ciudad de San Roque      |
| C. D. Olivillos 87'               | Club Deportivo Olivillos 87'         | San Roque                         | Centro (ciudad)                   | Vicente Blanca (Los Olivillos)    |
| A. D. Taraguilla                  | Agrupación Deportiva Taraguilla      | Taraguilla                        | Interior                          | Hermanos García Mota              |
| C. D. Nuevo Taraguilla            | Club Deportivo Nuevo Taraguilla      | Taraguilla                        | Interior                          | Sin estadio asignado              |
| C. D. San Bernardo                | Club Deportivo San Bernardo          | Estación de San Roque             | Interior                          | Alberto Umbría                    |
| Puente Mayorga Rvo.               | Recreativo Puente Mayorga            | Puente Mayorga                    | Bahía                             | Manuel Mateos                     |
| U. D. Campamento                  | Unión Deportiva Campamento           | Campamento                        | Bahía                             | Sin estadio asignado              |

#### Otros deportes
Rugby
El Club de Rugby San Roque-89 fue el club de rugby del municipio desde 1989 hasta 2010, año en el que se trasladó a Algeciras y cambió su denominación a Club de Rugby Bahía-89. Actualmente participa en el Grupo B de la segunda regional andaluza. En 2010 se fundó el Club de Rugby del Estrecho que juega sus partidos en el campo municipal Pueblo Nuevo de Guadiaro. Actualmente participa en el grupo central de la segunda regional andaluza.
Baloncesto
En 2018 fue fundado el Club Deportivo Centurias, con secciones masculina y femenina y categorías de todas las edades. El equipo juega sus encuentros como local rotando entre los distintos pabellones deportivos de las barriadas del municipio. El club tiene también una sección de atletismo.
Voleibol
San Roque cuenta con un equipo femenino de voleibol en la Primera División de Andalucía.
Tenis
El Club Tenis Gaviota, con sede en Cuatro Vientos, es el club de tenis de la ciudad. Sus instalaciones disponen de cuatro campos de tenis y tres de pádel.
Motocross
El Enduro Ciudad de San Roque, una competición de motocross organizada por el Ayuntamiento de la ciudad, se celebra anualmente en El Albarracín desde 2006.
Paintball
Comba Paintball es un campo de paintball situado en Guadiaro.

#### Juegos del Estrecho
San Roque ha organizado tres ediciones de los Juegos Deportivos del Estrecho, una competición multidisciplinaria de categoría alevín (10 y 11 años) para niños del Campo de Gibraltar, Ceuta, Gibraltar y Tánger. Lo hizo en los años 2002, 2009 y 2016.

#### Instalaciones deportivas
Además de los campos de golf y polo arriba descritos, San Roque cuenta con sus propios establecimientos aptos para la práctica deportiva:
- El estadio municipal Manolo Mesa es el principal recinto deportivo de la ciudad. Cuenta con una campo de fútbol rodeado por una pista de atletismo.[114]
- El polideportivo Los Olivillos, recinto de fútbol (sobre césped artificial) y fútbol sala, es el estadio local del Club Deportivo San Roque.[115] También es denominado complejo deportivo Vicente Blanca.
- El pabellón municipal Ciudad de San Roque es un recinto cubierto. En él tienen lugar competiciones y actividades de baloncesto, balonmano y voleibol, así como de gimnasia rítmica y diversas artes marciales como judo, karate y taekwondo.[116]
- La piscina municipal de San Roque, abierta en 2002, es un recinto cubierto. Cuenta con dos piscinas, una de 25 x 12,5 m para la práctica de la natación, y otra de 12,5 x 8 m para waterpolo.[117][118] Ubicado en la calle de la Ermita.
- El campo municipal Pueblo Nuevo de Guadiaro es el estadio de rugby de San Roque.[119]
- El Puerto de Sotogrande es un puerto deportivo apto para la práctica de la vela y cuenta con una escuela de esta disciplina.[120]

Se adjunta una tabla resumen de las instalaciones deportivas en el término municipal de San Roque:
| Red de instalaciones deportivas de San Roque                | Red de instalaciones deportivas de San Roque | Red de instalaciones deportivas de San Roque | Red de instalaciones deportivas de San Roque                                      |
| Nombre                                                      | Núcleo de población                          | Distrito                                     | Actividades                                                                       |
| ----------------------------------------------------------- | -------------------------------------------- | -------------------------------------------- | --------------------------------------------------------------------------------- |
| Estadio Manolo Mesa                                         | San Roque                                    | Centro                                       | Fútbol, atletismo y pádel                                                         |
| Campo de fútbol Vicente Blanca (Los Olivillos)              | San Roque                                    | Centro                                       | Fútbol                                                                            |
| Pista de Los Olivillos                                      | San Roque                                    | Centro                                       | Fútbol sala                                                                       |
| Pistas Manuel Peña Duque (Pistas de Colores)                | San Roque                                    | Centro                                       | Fútbol sala, tenis de mesa y baloncesto                                           |
| Piscina municipal de San Roque                              | San Roque                                    | Centro                                       | Natación                                                                          |
| Skate Park San Roque                                        | San Roque                                    | Centro                                       | Skate                                                                             |
| Pabellón municipal Ciudad de San Roque                      | San Roque                                    | Centro                                       | Fútbol sala, baloncesto, balonmano, voleibol, gimnasia rítimica y artes marciales |
| Pistas de voleibol Plaza Constituciones                     | San Roque                                    | Centro                                       | Voleibol de playa                                                                 |
| Instalaciones del Club Gaviota                              | San Roque                                    | Centro                                       | Pádel y tenis                                                                     |
| Pistas deportivas Recinto Ferial El Ejido                   | San Roque                                    | Centro                                       | Fútbol sala y baloncesto                                                          |
| Complejo deportivo Bahía (Manuel Mateos)                    | Puente Mayorga                               | Bahía                                        | Fútbol, fútbol sala, baloncesto y pádel                                           |
| Pistas polideportivas de Puente Mayorga                     | Puente Mayorga                               | Bahía                                        | Fútbol sala y baloncesto                                                          |
| Pistas deportivas Entrenador Pepe Noya                      | Puente Mayorga                               | Bahía                                        | Baloncesto                                                                        |
| Instalación deportiva de la playa de Puente Mayorga         | Puente Mayorga                               | Bahía                                        | Fútbol playa y voleibol de playa                                                  |
| Skate Park Puente Mayorga                                   | Puente Mayorga                               | Bahía                                        | Skate                                                                             |
| Estación de gimnasia al aire libre Barriada Cepsa           | Puente Mayorga                               | Bahía                                        | Gimnasia                                                                          |
| Estación de gimnasia al aire libre Parque de Puente Mayorga | Puente Mayorga                               | Bahía                                        | Gimnasia                                                                          |
| Estación de gimnasia al aire libre Avenida Las Caracolas    | Puente Mayorga                               | Bahía                                        | Gimnasia                                                                          |
| Instalación deportiva de la playa de Campamento             | Campamento                                   | Bahía                                        | Fútbol playa y voleibol de playa                                                  |
| Complejo deportivo Antonio Ortega El Caña                   | Campamento                                   | Bahía                                        | Fútbol sala, pádel y baloncesto                                                   |
| Pista de petanca Las Mimosas (petanca campamento)           | Campamento                                   | Bahía                                        | Petanca                                                                           |
| Estación de gimnasia al aire libre Plaza las Mimosas        | Campamento                                   | Bahía                                        | Gimnasia                                                                          |
| Pista de baloncesto de Guadarranque                         | Guadarranque                                 | Bahía                                        | Baloncesto                                                                        |
| Pista de fútbol de Guadarranque                             | Guadarranque                                 | Bahía                                        | Fútbol sala                                                                       |
| Estación de gimnasia al aire libre Paseo El Rocadillo       | Guadarranque                                 | Bahía                                        | Gimnasia                                                                          |
| Campo de fútbol Hermanos García Mota                        | Los Lecheros, Taraguilla                     | Interior                                     | Fútbol                                                                            |
| Pista de petanca de Miraflores                              | Urbanización Ensenada de Miraflores          | Interior                                     | Petanca                                                                           |
| Estación de gimnasia al aire libre Miraflores               | Urbanización Ensenada de Miraflores          | Interior                                     | Gimnasia                                                                          |
| Circuito de MTB de Taraguilla                               | Taraguilla                                   | Interior                                     | MTB                                                                               |
| Pistas polideportivas de Taraguilla (recinto ferial)        | Taraguilla                                   | Interior                                     | Fútbol sala y baloncesto                                                          |
| Pista de Fútbol Interactiva de Taraguilla                   | Taraguilla                                   | Interior                                     | Fútbol sala                                                                       |
| Polideportivo Municipal Francisco Heredia                   | Taraguilla                                   | Interior                                     | Fútbol sala                                                                       |
| Estación de gimnasia al aire libre Plaza Las Flores         | Taraguilla                                   | Interior                                     | Gimnasia                                                                          |
| Complejo deportivo Estación                                 | Estación de San Roque                        | Interior                                     | Pádel, tenis y fútbol sala                                                        |
| Pista deportiva Amarillo                                    | Estación de San Roque                        | Interior                                     | Fútbol sala                                                                       |
| Campo de fútbol Alberto Umbría                              | Estación de San Roque                        | Interior                                     | Fútbol                                                                            |
| Complejo deportivo Zona Norte                               | Pueblo Nuevo de Guadiaro                     | Valle del Guadiaro                           | Fútbol, rugby, fútbol sala, pádel y baloncesto                                    |
| Skate Park Guadiaro (Barbésula)                             | Guadiaro                                     | Valle del Guadiaro                           | Skate                                                                             |
| Campo de fútbol La Unión                                    | Guadiaro                                     | Valle del Guadiaro                           | Fútbol                                                                            |
| Campo de fútbol de San Enrique                              | San Enrique de Guadiaro                      | Valle del Guadiaro                           | Fútbol                                                                            |
| Pistas polideportivas de San Enrique                        | San Enrique de Guadiaro                      | Valle del Guadiaro                           | Fútbol sala y baloncesto                                                          |
| Estación de gimnasia al aire libre Venta Manolo             | San Enrique de Guadiaro                      | Valle del Guadiaro                           | Gimnasia                                                                          |
| Instalaciones Santa María Polo Club                         | Sotogrande                                   | Valle del Guadiaro                           | Polo                                                                              |
| Puerto deportivo de Sotogrande                              | Sotogrande                                   | Valle del Guadiaro                           | Vela                                                                              |
| Campo municipal de golf La Cañada                           | Sotogrande                                   | Valle del Guadiaro                           | Golf                                                                              |
| Pistas polideportivas de Torreguadiaro (Torre Quebrada)     | Torreguadiaro                                | Valle del Guadiaro                           | Fútbol sala y baloncesto                                                          |

### Gastronomía
- Atún encebollado
- Raya en amarillo
- Róbalo al limón
- Pollo a la sanroqueña.

También forman parte de la gastronomía sanroqueña las tagarninas y varias especies de setas que se encuentran en el Pinar del Rey.

## Premios a la ciudad
- Bandera Verde 2008 y 2010, al municipio responsable. Otorgada por la Federación de Usuarios y Consumidores Independientes a los municipios que más cuidan el medio ambiente.[122]

## Ciudades hermanadas
- Tako (Japón)